# فهرست سیارک‌ها (۱۲۷۰۰۱–۱۲۸۰۰۱)
فهرست سیارک‌ها (۱۲۷۰۰۱ - ۱۲۸۰۰۱) فهرست سیارک‌ها از ۱۲۷۰۰۱ تا ۱۲۸۰۰۱ است.
| نام    | نام انگلیسی | تاریخ کشف       |
| ------ | ----------- | --------------- |
| ۱۲۷۰۰۱ | 2002 FT36   | ۲۳ مارس ۲۰۰۲    |
| ۱۲۷۰۰۲ | 2002 FE38   | ۳۰ مارس ۲۰۰۲    |
| ۱۲۷۰۰۲ | 2002 GO     | ۳ آوریل ۲۰۰۲    |
| ۱۲۷۰۰۴ | 2002 GW1    | ۳ آوریل ۲۰۰۲    |
| ۱۲۷۰۰۵ | Pratchett   | ۱ آوریل ۲۰۰۲    |
| ۱۲۷۰۰۶ | 2002 GR5    | ۹ آوریل ۲۰۰۲    |
| ۱۲۷۰۰۷ | 2002 GC7    | ۱۲ آوریل ۲۰۰۲   |
| ۱۲۷۰۰۸ | 2002 GU8    | ۱۲ آوریل ۲۰۰۲   |
| ۱۲۷۰۰۹ | 2002 GK11   | ۱۴ آوریل ۲۰۰۲   |
| ۱۲۷۰۱۰ | 2002 GO11   | ۱۴ آوریل ۲۰۰۲   |
| ۱۲۷۰۱۱ | 2002 GT11   | ۱۴ آوریل ۲۰۰۲   |
| ۱۲۷۰۱۲ | 2002 GU11   | ۱۵ آوریل ۲۰۰۲   |
| ۱۲۷۰۱۳ | 2002 GV11   | ۱۵ آوریل ۲۰۰۲   |
| ۱۲۷۰۱۴ | 2002 GY11   | ۱۵ آوریل ۲۰۰۲   |
| ۱۲۷۰۱۵ | 2002 GM13   | ۱۴ آوریل ۲۰۰۲   |
| ۱۲۷۰۱۶ | 2002 GD15   | ۱۵ آوریل ۲۰۰۲   |
| ۱۲۷۰۱۷ | 2002 GM15   | ۱۵ آوریل ۲۰۰۲   |
| ۱۲۷۰۱۸ | 2002 GS15   | ۱۵ آوریل ۲۰۰۲   |
| ۱۲۷۰۱۹ | 2002 GJ16   | ۱۵ آوریل ۲۰۰۲   |
| ۱۲۷۰۲۰ | 2002 GK16   | ۱۵ آوریل ۲۰۰۲   |
| ۱۲۷۰۲۱ | 2002 GP16   | ۱۵ آوریل ۲۰۰۲   |
| ۱۲۷۰۲۲ | 2002 GQ18   | ۱۴ آوریل ۲۰۰۲   |
| ۱۲۷۰۲۳ | 2002 GC20   | ۱۴ آوریل ۲۰۰۲   |
| ۱۲۷۰۲۴ | 2002 GE20   | ۱۴ آوریل ۲۰۰۲   |
| ۱۲۷۰۲۵ | 2002 GF21   | ۱۴ آوریل ۲۰۰۲   |
| ۱۲۷۰۲۶ | 2002 GL21   | ۱۴ آوریل ۲۰۰۲   |
| ۱۲۷۰۲۷ | 2002 GT22   | ۱۴ آوریل ۲۰۰۲   |
| ۱۲۷۰۲۸ | 2002 GA23   | ۱۵ آوریل ۲۰۰۲   |
| ۱۲۷۰۲۹ | 2002 GB26   | ۱۱ آوریل ۲۰۰۲   |
| ۱۲۷۰۳۰ | 2002 GZ28   | ۶ آوریل ۲۰۰۲    |
| ۱۲۷۰۳۱ | 2002 GM33   | ۱ آوریل ۲۰۰۲    |
| ۱۲۷۰۳۲ | 2002 GR33   | ۱ آوریل ۲۰۰۲    |
| ۱۲۷۰۳۳ | 2002 GU33   | ۱ آوریل ۲۰۰۲    |
| ۱۲۷۰۳۴ | 2002 GP34   | ۲ آوریل ۲۰۰۲    |
| ۱۲۷۰۳۵ | 2002 GU34   | ۲ آوریل ۲۰۰۲    |
| ۱۲۷۰۳۶ | 2002 GZ34   | ۲ آوریل ۲۰۰۲    |
| ۱۲۷۰۳۷ | 2002 GB35   | ۱ آوریل ۲۰۰۲    |
| ۱۲۷۰۳۸ | 2002 GR35   | ۲ آوریل ۲۰۰۲    |
| ۱۲۷۰۳۹ | 2002 GJ36   | ۲ آوریل ۲۰۰۲    |
| ۱۲۷۰۴۰ | 2002 GS38   | ۲ آوریل ۲۰۰۲    |
| ۱۲۷۰۴۱ | 2002 GH39   | ۴ آوریل ۲۰۰۲    |
| ۱۲۷۰۴۲ | 2002 GV39   | ۴ آوریل ۲۰۰۲    |
| ۱۲۷۰۴۳ | 2002 GW39   | ۴ آوریل ۲۰۰۲    |
| ۱۲۷۰۴۴ | 2002 GH41   | ۴ آوریل ۲۰۰۲    |
| ۱۲۷۰۴۵ | 2002 GA42   | ۴ آوریل ۲۰۰۲    |
| ۱۲۷۰۴۶ | 2002 GK42   | ۴ آوریل ۲۰۰۲    |
| ۱۲۷۰۴۷ | 2002 GV42   | ۴ آوریل ۲۰۰۲    |
| ۱۲۷۰۴۸ | 2002 GX43   | ۴ آوریل ۲۰۰۲    |
| ۱۲۷۰۴۹ | 2002 GJ44   | ۴ آوریل ۲۰۰۲    |
| ۱۲۷۰۵۰ | 2002 GT44   | ۴ آوریل ۲۰۰۲    |
| ۱۲۷۰۵۱ | 2002 GU44   | ۴ آوریل ۲۰۰۲    |
| ۱۲۷۰۵۲ | 2002 GH46   | ۲ آوریل ۲۰۰۲    |
| ۱۲۷۰۵۳ | 2002 GP46   | ۴ آوریل ۲۰۰۲    |
| ۱۲۷۰۵۴ | 2002 GD47   | ۴ آوریل ۲۰۰۲    |
| ۱۲۷۰۵۵ | 2002 GG47   | ۴ آوریل ۲۰۰۲    |
| ۱۲۷۰۵۶ | 2002 GO47   | ۴ آوریل ۲۰۰۲    |
| ۱۲۷۰۵۷ | 2002 GV47   | ۴ آوریل ۲۰۰۲    |
| ۱۲۷۰۵۸ | 2002 GW48   | ۴ آوریل ۲۰۰۲    |
| ۱۲۷۰۵۹ | 2002 GJ50   | ۵ آوریل ۲۰۰۲    |
| ۱۲۷۰۶۰ | 2002 GX50   | ۵ آوریل ۲۰۰۲    |
| ۱۲۷۰۶۱ | 2002 GA51   | ۵ آوریل ۲۰۰۲    |
| ۱۲۷۰۶۲ | 2002 GT53   | ۵ آوریل ۲۰۰۲    |
| ۱۲۷۰۶۳ | 2002 GW53   | ۵ آوریل ۲۰۰۲    |
| ۱۲۷۰۶۴ | 2002 GA54   | ۵ آوریل ۲۰۰۲    |
| ۱۲۷۰۶۵ | 2002 GH55   | ۵ آوریل ۲۰۰۲    |
| ۱۲۷۰۶۶ | 2002 GT55   | ۵ آوریل ۲۰۰۲    |
| ۱۲۷۰۶۷ | 2002 GM56   | ۵ آوریل ۲۰۰۲    |
| ۱۲۷۰۶۸ | 2002 GG57   | ۸ آوریل ۲۰۰۲    |
| ۱۲۷۰۶۹ | 2002 GK57   | ۸ آوریل ۲۰۰۲    |
| ۱۲۷۰۷۰ | 2002 GZ58   | ۸ آوریل ۲۰۰۲    |
| ۱۲۷۰۷۱ | 2002 GT60   | ۸ آوریل ۲۰۰۲    |
| ۱۲۷۰۷۲ | 2002 GX60   | ۸ آوریل ۲۰۰۲    |
| ۱۲۷۰۷۳ | 2002 GO61   | ۸ آوریل ۲۰۰۲    |
| ۱۲۷۰۷۴ | 2002 GS61   | ۸ آوریل ۲۰۰۲    |
| ۱۲۷۰۷۵ | 2002 GU64   | ۸ آوریل ۲۰۰۲    |
| ۱۲۷۰۷۶ | 2002 GY64   | ۸ آوریل ۲۰۰۲    |
| ۱۲۷۰۷۷ | 2002 GD65   | ۶ آوریل ۲۰۰۲    |
| ۱۲۷۰۷۸ | 2002 GM65   | ۸ آوریل ۲۰۰۲    |
| ۱۲۷۰۷۹ | 2002 GO65   | ۸ آوریل ۲۰۰۲    |
| ۱۲۷۰۸۰ | 2002 GT65   | ۸ آوریل ۲۰۰۲    |
| ۱۲۷۰۸۱ | 2002 GK67   | ۸ آوریل ۲۰۰۲    |
| ۱۲۷۰۸۲ | 2002 GB70   | ۸ آوریل ۲۰۰۲    |
| ۱۲۷۰۸۳ | 2002 GO70   | ۸ آوریل ۲۰۰۲    |
| ۱۲۷۰۸۴ | 2002 GF71   | ۹ آوریل ۲۰۰۲    |
| ۱۲۷۰۸۵ | 2002 GX73   | ۹ آوریل ۲۰۰۲    |
| ۱۲۷۰۸۶ | 2002 GD74   | ۹ آوریل ۲۰۰۲    |
| ۱۲۷۰۸۷ | 2002 GJ74   | ۹ آوریل ۲۰۰۲    |
| ۱۲۷۰۸۸ | 2002 GC76   | ۹ آوریل ۲۰۰۲    |
| ۱۲۷۰۸۹ | 2002 GU76   | ۹ آوریل ۲۰۰۲    |
| ۱۲۷۰۹۰ | 2002 GB77   | ۹ آوریل ۲۰۰۲    |
| ۱۲۷۰۹۱ | 2002 GZ78   | ۱۰ آوریل ۲۰۰۲   |
| ۱۲۷۰۹۲ | 2002 GD80   | ۱۰ آوریل ۲۰۰۲   |
| ۱۲۷۰۹۳ | 2002 GL81   | ۱۰ آوریل ۲۰۰۲   |
| ۱۲۷۰۹۴ | 2002 GE82   | ۱۰ آوریل ۲۰۰۲   |
| ۱۲۷۰۹۵ | 2002 GC83   | ۱۰ آوریل ۲۰۰۲   |
| ۱۲۷۰۹۶ | 2002 GJ83   | ۱۰ آوریل ۲۰۰۲   |
| ۱۲۷۰۹۷ | 2002 GB84   | ۱۰ آوریل ۲۰۰۲   |
| ۱۲۷۰۹۸ | 2002 GJ84   | ۱۰ آوریل ۲۰۰۲   |
| ۱۲۷۰۹۹ | 2002 GN84   | ۱۰ آوریل ۲۰۰۲   |
| ۱۲۷۱۰۰ | 2002 GR84   | ۱۰ آوریل ۲۰۰۲   |
| ۱۲۷۱۰۱ | 2002 GR85   | ۱۰ آوریل ۲۰۰۲   |
| ۱۲۷۱۰۲ | 2002 GD86   | ۱۰ آوریل ۲۰۰۲   |
| ۱۲۷۱۰۳ | 2002 GQ87   | ۱۰ آوریل ۲۰۰۲   |
| ۱۲۷۱۰۴ | 2002 GJ88   | ۱۰ آوریل ۲۰۰۲   |
| ۱۲۷۱۰۵ | 2002 GL88   | ۱۰ آوریل ۲۰۰۲   |
| ۱۲۷۱۰۶ | 2002 GU90   | ۸ آوریل ۲۰۰۲    |
| ۱۲۷۱۰۷ | 2002 GK91   | ۹ آوریل ۲۰۰۲    |
| ۱۲۷۱۰۸ | 2002 GJ93   | ۹ آوریل ۲۰۰۲    |
| ۱۲۷۱۰۹ | 2002 GN93   | ۹ آوریل ۲۰۰۲    |
| ۱۲۷۱۱۰ | 2002 GE96   | ۹ آوریل ۲۰۰۲    |
| ۱۲۷۱۱۱ | 2002 GG96   | ۹ آوریل ۲۰۰۲    |
| ۱۲۷۱۱۲ | 2002 GP96   | ۹ آوریل ۲۰۰۲    |
| ۱۲۷۱۱۳ | 2002 GO97   | ۹ آوریل ۲۰۰۲    |
| ۱۲۷۱۱۴ | 2002 GC98   | ۱۰ آوریل ۲۰۰۲   |
| ۱۲۷۱۱۵ | 2002 GG99   | ۱۰ آوریل ۲۰۰۲   |
| ۱۲۷۱۱۶ | 2002 GY99   | ۱۰ آوریل ۲۰۰۲   |
| ۱۲۷۱۱۷ | 2002 GP100  | ۱۰ آوریل ۲۰۰۲   |
| ۱۲۷۱۱۸ | 2002 GF101  | ۱۰ آوریل ۲۰۰۲   |
| ۱۲۷۱۱۹ | 2002 GK101  | ۱۰ آوریل ۲۰۰۲   |
| ۱۲۷۱۲۰ | 2002 GU101  | ۱۰ آوریل ۲۰۰۲   |
| ۱۲۷۱۲۱ | 2002 GZ101  | ۱۰ آوریل ۲۰۰۲   |
| ۱۲۷۱۲۲ | 2002 GB102  | ۱۰ آوریل ۲۰۰۲   |
| ۱۲۷۱۲۳ | 2002 GE102  | ۱۰ آوریل ۲۰۰۲   |
| ۱۲۷۱۲۴ | 2002 GJ102  | ۱۰ آوریل ۲۰۰۲   |
| ۱۲۷۱۲۵ | 2002 GP102  | ۱۰ آوریل ۲۰۰۲   |
| ۱۲۷۱۲۶ | 2002 GW102  | ۱۰ آوریل ۲۰۰۲   |
| ۱۲۷۱۲۷ | 2002 GQ103  | ۱۰ آوریل ۲۰۰۲   |
| ۱۲۷۱۲۸ | 2002 GJ104  | ۱۰ آوریل ۲۰۰۲   |
| ۱۲۷۱۲۹ | 2002 GQ104  | ۱۰ آوریل ۲۰۰۲   |
| ۱۲۷۱۳۰ | 2002 GG105  | ۱۱ آوریل ۲۰۰۲   |
| ۱۲۷۱۳۱ | 2002 GD106  | ۱۱ آوریل ۲۰۰۲   |
| ۱۲۷۱۳۲ | 2002 GE106  | ۱۱ آوریل ۲۰۰۲   |
| ۱۲۷۱۳۳ | 2002 GS106  | ۱۱ آوریل ۲۰۰۲   |
| ۱۲۷۱۳۴ | 2002 GM107  | ۱۱ آوریل ۲۰۰۲   |
| ۱۲۷۱۳۵ | 2002 GQ109  | ۱۱ آوریل ۲۰۰۲   |
| ۱۲۷۱۳۶ | 2002 GB110  | ۱۰ آوریل ۲۰۰۲   |
| ۱۲۷۱۳۷ | 2002 GM111  | ۱۰ آوریل ۲۰۰۲   |
| ۱۲۷۱۳۸ | 2002 GD112  | ۱۰ آوریل ۲۰۰۲   |
| ۱۲۷۱۳۹ | 2002 GG112  | ۱۰ آوریل ۲۰۰۲   |
| ۱۲۷۱۴۰ | 2002 GT113  | ۱۱ آوریل ۲۰۰۲   |
| ۱۲۷۱۴۱ | 2002 GC114  | ۱۱ آوریل ۲۰۰۲   |
| ۱۲۷۱۴۲ | 2002 GP114  | ۱۱ آوریل ۲۰۰۲   |
| ۱۲۷۱۴۳ | 2002 GX115  | ۱۱ آوریل ۲۰۰۲   |
| ۱۲۷۱۴۴ | 2002 GK117  | ۱۱ آوریل ۲۰۰۲   |
| ۱۲۷۱۴۵ | 2002 GO119  | ۱۲ آوریل ۲۰۰۲   |
| ۱۲۷۱۴۶ | 2002 GT120  | ۱۲ آوریل ۲۰۰۲   |
| ۱۲۷۱۴۷ | 2002 GA122  | ۱۰ آوریل ۲۰۰۲   |
| ۱۲۷۱۴۸ | 2002 GT123  | ۱۱ آوریل ۲۰۰۲   |
| ۱۲۷۱۴۹ | 2002 GZ125  | ۱۲ آوریل ۲۰۰۲   |
| ۱۲۷۱۵۰ | 2002 GH126  | ۱۲ آوریل ۲۰۰۲   |
| ۱۲۷۱۵۱ | 2002 GX126  | ۱۲ آوریل ۲۰۰۲   |
| ۱۲۷۱۵۲ | 2002 GV127  | ۱۲ آوریل ۲۰۰۲   |
| ۱۲۷۱۵۳ | 2002 GD132  | ۱۲ آوریل ۲۰۰۲   |
| ۱۲۷۱۵۴ | 2002 GM133  | ۱۲ آوریل ۲۰۰۲   |
| ۱۲۷۱۵۵ | 2002 GR135  | ۱۲ آوریل ۲۰۰۲   |
| ۱۲۷۱۵۶ | 2002 GV136  | ۱۲ آوریل ۲۰۰۲   |
| ۱۲۷۱۵۷ | 2002 GE139  | ۱۳ آوریل ۲۰۰۲   |
| ۱۲۷۱۵۸ | 2002 GM139  | ۱۳ آوریل ۲۰۰۲   |
| ۱۲۷۱۵۹ | 2002 GA140  | ۱۳ آوریل ۲۰۰۲   |
| ۱۲۷۱۶۰ | 2002 GS140  | ۱۳ آوریل ۲۰۰۲   |
| ۱۲۷۱۶۱ | 2002 GS143  | ۱۳ آوریل ۲۰۰۲   |
| ۱۲۷۱۶۲ | 2002 GF144  | ۱۱ آوریل ۲۰۰۲   |
| ۱۲۷۱۶۳ | 2002 GH144  | ۱۱ آوریل ۲۰۰۲   |
| ۱۲۷۱۶۴ | 2002 GC149  | ۱۴ آوریل ۲۰۰۲   |
| ۱۲۷۱۶۵ | 2002 GK149  | ۱۴ آوریل ۲۰۰۲   |
| ۱۲۷۱۶۶ | 2002 GP149  | ۱۴ آوریل ۲۰۰۲   |
| ۱۲۷۱۶۷ | 2002 GP150  | ۱۴ آوریل ۲۰۰۲   |
| ۱۲۷۱۶۸ | 2002 GQ151  | ۱۴ آوریل ۲۰۰۲   |
| ۱۲۷۱۶۹ | 2002 GX151  | ۱۲ آوریل ۲۰۰۲   |
| ۱۲۷۱۷۰ | 2002 GM152  | ۱۲ آوریل ۲۰۰۲   |
| ۱۲۷۱۷۱ | 2002 GL153  | ۱۲ آوریل ۲۰۰۲   |
| ۱۲۷۱۷۲ | 2002 GF154  | ۱۳ آوریل ۲۰۰۲   |
| ۱۲۷۱۷۳ | 2002 GT155  | ۱۳ آوریل ۲۰۰۲   |
| ۱۲۷۱۷۴ | 2002 GZ155  | ۱۳ آوریل ۲۰۰۲   |
| ۱۲۷۱۷۵ | 2002 GZ157  | ۱۳ آوریل ۲۰۰۲   |
| ۱۲۷۱۷۶ | 2002 GC159  | ۱۴ آوریل ۲۰۰۲   |
| ۱۲۷۱۷۷ | 2002 GK160  | ۱۵ آوریل ۲۰۰۲   |
| ۱۲۷۱۷۸ | 2002 GN160  | ۱۵ آوریل ۲۰۰۲   |
| ۱۲۷۱۷۹ | 2002 GB161  | ۱۵ آوریل ۲۰۰۲   |
| ۱۲۷۱۸۰ | 2002 GQ163  | ۱۴ آوریل ۲۰۰۲   |
| ۱۲۷۱۸۱ | 2002 GQ165  | ۱۵ آوریل ۲۰۰۲   |
| ۱۲۷۱۸۲ | 2002 GC166  | ۱۵ آوریل ۲۰۰۲   |
| ۱۲۷۱۸۳ | 2002 GW167  | ۹ آوریل ۲۰۰۲    |
| ۱۲۷۱۸۴ | 2002 GG170  | ۹ آوریل ۲۰۰۲    |
| ۱۲۷۱۸۵ | 2002 GL171  | ۱۰ آوریل ۲۰۰۲   |
| ۱۲۷۱۸۶ | 2002 GX171  | ۱۰ آوریل ۲۰۰۲   |
| ۱۲۷۱۸۷ | 2002 GB172  | ۱۰ آوریل ۲۰۰۲   |
| ۱۲۷۱۸۸ | 2002 GE172  | ۱۰ آوریل ۲۰۰۲   |
| ۱۲۷۱۸۹ | 2002 GL172  | ۱۰ آوریل ۲۰۰۲   |
| ۱۲۷۱۹۰ | 2002 GB174  | ۱۰ آوریل ۲۰۰۲   |
| ۱۲۷۱۹۱ | 2002 GT174  | ۱۱ آوریل ۲۰۰۲   |
| ۱۲۷۱۹۲ | 2002 GW174  | ۱۱ آوریل ۲۰۰۲   |
| ۱۲۷۱۹۳ | 2002 GB176  | ۱۱ آوریل ۲۰۰۲   |
| ۱۲۷۱۹۴ | 2002 GF176  | ۱۲ آوریل ۲۰۰۲   |
| ۱۲۷۱۹۵ | 2002 GK177  | ۱۲ آوریل ۲۰۰۲   |
| ۱۲۷۱۹۵ | 2002 HH     | ۱۶ آوریل ۲۰۰۲   |
| ۱۲۷۱۹۵ | 2002 HO     | ۱۶ آوریل ۲۰۰۲   |
| ۱۲۷۱۹۸ | 2002 HF1    | ۱۶ آوریل ۲۰۰۲   |
| ۱۲۷۱۹۹ | 2002 HL2    | ۱۶ آوریل ۲۰۰۲   |
| ۱۲۷۲۰۰ | 2002 HC4    | ۱۶ آوریل ۲۰۰۲   |
| ۱۲۷۲۰۱ | 2002 HY4    | ۱۶ آوریل ۲۰۰۲   |
| ۱۲۷۲۰۲ | 2002 HQ5    | ۱۷ آوریل ۲۰۰۲   |
| ۱۲۷۲۰۳ | 2002 HP6    | ۱۸ آوریل ۲۰۰۲   |
| ۱۲۷۲۰۴ | 2002 HJ7    | ۱۸ آوریل ۲۰۰۲   |
| ۱۲۷۲۰۵ | 2002 HW7    | ۲۰ آوریل ۲۰۰۲   |
| ۱۲۷۲۰۶ | 2002 HL9    | ۱۶ آوریل ۲۰۰۲   |
| ۱۲۷۲۰۷ | 2002 HC10   | ۱۷ آوریل ۲۰۰۲   |
| ۱۲۷۲۰۸ | 2002 HM10   | ۱۷ آوریل ۲۰۰۲   |
| ۱۲۷۲۰۹ | 2002 HB11   | ۱۸ آوریل ۲۰۰۲   |
| ۱۲۷۲۱۰ | 2002 HE11   | ۲۱ آوریل ۲۰۰۲   |
| ۱۲۷۲۱۱ | 2002 HK13   | ۲۲ آوریل ۲۰۰۲   |
| ۱۲۷۲۱۲ | 2002 HB14   | ۲۳ آوریل ۲۰۰۲   |
| ۱۲۷۲۱۳ | 2002 HS14   | ۱۷ آوریل ۲۰۰۲   |
| ۱۲۷۲۱۴ | 2002 HC15   | ۱۷ آوریل ۲۰۰۲   |
| ۱۲۷۲۱۵ | 2002 HY15   | ۱۷ آوریل ۲۰۰۲   |
| ۱۲۷۲۱۶ | 2002 HC16   | ۱۸ آوریل ۲۰۰۲   |
| ۱۲۷۲۱۷ | 2002 HS17   | ۱۶ آوریل ۲۰۰۲   |
| ۱۲۷۲۱۷ | 2002 JE     | ۳ مه ۲۰۰۲       |
| ۱۲۷۲۱۹ | 2002 JR3    | ۳ مه ۲۰۰۲       |
| ۱۲۷۲۲۰ | 2002 JT3    | ۳ مه ۲۰۰۲       |
| ۱۲۷۲۲۱ | 2002 JC4    | ۵ مه ۲۰۰۲       |
| ۱۲۷۲۲۲ | 2002 JV5    | ۵ مه ۲۰۰۲       |
| ۱۲۷۲۲۳ | 2002 JW5    | ۵ مه ۲۰۰۲       |
| ۱۲۷۲۲۴ | 2002 JJ6    | ۶ مه ۲۰۰۲       |
| ۱۲۷۲۲۵ | 2002 JP7    | ۴ مه ۲۰۰۲       |
| ۱۲۷۲۲۶ | 2002 JQ8    | ۶ مه ۲۰۰۲       |
| ۱۲۷۲۲۷ | 2002 JS8    | ۵ مه ۲۰۰۲       |
| ۱۲۷۲۲۸ | 2002 JU10   | ۷ مه ۲۰۰۲       |
| ۱۲۷۲۲۹ | 2002 JH11   | ۲ مه ۲۰۰۲       |
| ۱۲۷۲۳۰ | 2002 JO14   | ۷ مه ۲۰۰۲       |
| ۱۲۷۲۳۱ | 2002 JM15   | ۸ مه ۲۰۰۲       |
| ۱۲۷۲۳۲ | 2002 JQ16   | ۶ مه ۲۰۰۲       |
| ۱۲۷۲۳۳ | 2002 JT16   | ۶ مه ۲۰۰۲       |
| ۱۲۷۲۳۴ | 2002 JJ17   | ۷ مه ۲۰۰۲       |
| ۱۲۷۲۳۵ | 2002 JW17   | ۷ مه ۲۰۰۲       |
| ۱۲۷۲۳۶ | 2002 JS18   | ۷ مه ۲۰۰۲       |
| ۱۲۷۲۳۷ | 2002 JC19   | ۷ مه ۲۰۰۲       |
| ۱۲۷۲۳۸ | 2002 JS20   | ۷ مه ۲۰۰۲       |
| ۱۲۷۲۳۹ | 2002 JA21   | ۸ مه ۲۰۰۲       |
| ۱۲۷۲۴۰ | 2002 JM25   | ۸ مه ۲۰۰۲       |
| ۱۲۷۲۴۱ | 2002 JM26   | ۸ مه ۲۰۰۲       |
| ۱۲۷۲۴۲ | 2002 JG28   | ۹ مه ۲۰۰۲       |
| ۱۲۷۲۴۳ | 2002 JH28   | ۹ مه ۲۰۰۲       |
| ۱۲۷۲۴۴ | 2002 JK29   | ۹ مه ۲۰۰۲       |
| ۱۲۷۲۴۵ | 2002 JG30   | ۹ مه ۲۰۰۲       |
| ۱۲۷۲۴۶ | 2002 JV32   | ۹ مه ۲۰۰۲       |
| ۱۲۷۲۴۷ | 2002 JF34   | ۹ مه ۲۰۰۲       |
| ۱۲۷۲۴۸ | 2002 JK35   | ۹ مه ۲۰۰۲       |
| ۱۲۷۲۴۹ | 2002 JM36   | ۹ مه ۲۰۰۲       |
| ۱۲۷۲۵۰ | 2002 JY37   | ۸ مه ۲۰۰۲       |
| ۱۲۷۲۵۱ | 2002 JD38   | ۸ مه ۲۰۰۲       |
| ۱۲۷۲۵۲ | 2002 JM39   | ۹ مه ۲۰۰۲       |
| ۱۲۷۲۵۳ | 2002 JQ39   | ۱۰ مه ۲۰۰۲      |
| ۱۲۷۲۵۴ | 2002 JJ42   | ۸ مه ۲۰۰۲       |
| ۱۲۷۲۵۵ | 2002 JX42   | ۸ مه ۲۰۰۲       |
| ۱۲۷۲۵۶ | 2002 JB43   | ۹ مه ۲۰۰۲       |
| ۱۲۷۲۵۷ | 2002 JZ43   | ۹ مه ۲۰۰۲       |
| ۱۲۷۲۵۸ | 2002 JC45   | ۹ مه ۲۰۰۲       |
| ۱۲۷۲۵۹ | 2002 JG45   | ۹ مه ۲۰۰۲       |
| ۱۲۷۲۶۰ | 2002 JE46   | ۹ مه ۲۰۰۲       |
| ۱۲۷۲۶۱ | 2002 JE47   | ۹ مه ۲۰۰۲       |
| ۱۲۷۲۶۲ | 2002 JF48   | ۹ مه ۲۰۰۲       |
| ۱۲۷۲۶۳ | 2002 JJ49   | ۹ مه ۲۰۰۲       |
| ۱۲۷۲۶۴ | 2002 JB50   | ۹ مه ۲۰۰۲       |
| ۱۲۷۲۶۵ | 2002 JX50   | ۹ مه ۲۰۰۲       |
| ۱۲۷۲۶۶ | 2002 JU51   | ۹ مه ۲۰۰۲       |
| ۱۲۷۲۶۷ | 2002 JY53   | ۹ مه ۲۰۰۲       |
| ۱۲۷۲۶۸ | 2002 JC55   | ۹ مه ۲۰۰۲       |
| ۱۲۷۲۶۹ | 2002 JJ55   | ۹ مه ۲۰۰۲       |
| ۱۲۷۲۷۰ | 2002 JK57   | ۹ مه ۲۰۰۲       |
| ۱۲۷۲۷۱ | 2002 JL60   | ۱۰ مه ۲۰۰۲      |
| ۱۲۷۲۷۲ | 2002 JS60   | ۵ مه ۲۰۰۲       |
| ۱۲۷۲۷۳ | 2002 JA61   | ۱۱ مه ۲۰۰۲      |
| ۱۲۷۲۷۴ | 2002 JE61   | ۸ مه ۲۰۰۲       |
| ۱۲۷۲۷۵ | 2002 JB63   | ۸ مه ۲۰۰۲       |
| ۱۲۷۲۷۶ | 2002 JF65   | ۹ مه ۲۰۰۲       |
| ۱۲۷۲۷۷ | 2002 JV65   | ۹ مه ۲۰۰۲       |
| ۱۲۷۲۷۸ | 2002 JC66   | ۹ مه ۲۰۰۲       |
| ۱۲۷۲۷۹ | 2002 JY66   | ۱۰ مه ۲۰۰۲      |
| ۱۲۷۲۸۰ | 2002 JK67   | ۱۰ مه ۲۰۰۲      |
| ۱۲۷۲۸۱ | 2002 JA69   | ۷ مه ۲۰۰۲       |
| ۱۲۷۲۸۲ | 2002 JD69   | ۷ مه ۲۰۰۲       |
| ۱۲۷۲۸۳ | 2002 JQ69   | ۷ مه ۲۰۰۲       |
| ۱۲۷۲۸۴ | 2002 JF70   | ۷ مه ۲۰۰۲       |
| ۱۲۷۲۸۵ | 2002 JG70   | ۷ مه ۲۰۰۲       |
| ۱۲۷۲۸۶ | 2002 JC71   | ۸ مه ۲۰۰۲       |
| ۱۲۷۲۸۷ | 2002 JR72   | ۸ مه ۲۰۰۲       |
| ۱۲۷۲۸۸ | 2002 JV74   | ۹ مه ۲۰۰۲       |
| ۱۲۷۲۸۹ | 2002 JD75   | ۹ مه ۲۰۰۲       |
| ۱۲۷۲۹۰ | 2002 JM77   | ۱۱ مه ۲۰۰۲      |
| ۱۲۷۲۹۱ | 2002 JT77   | ۱۱ مه ۲۰۰۲      |
| ۱۲۷۲۹۲ | 2002 JJ78   | ۱۱ مه ۲۰۰۲      |
| ۱۲۷۲۹۳ | 2002 JL78   | ۱۱ مه ۲۰۰۲      |
| ۱۲۷۲۹۴ | 2002 JN79   | ۱۱ مه ۲۰۰۲      |
| ۱۲۷۲۹۵ | 2002 JE80   | ۱۱ مه ۲۰۰۲      |
| ۱۲۷۲۹۶ | 2002 JV80   | ۱۱ مه ۲۰۰۲      |
| ۱۲۷۲۹۷ | 2002 JD81   | ۱۱ مه ۲۰۰۲      |
| ۱۲۷۲۹۸ | 2002 JG81   | ۱۱ مه ۲۰۰۲      |
| ۱۲۷۲۹۹ | 2002 JU81   | ۱۱ مه ۲۰۰۲      |
| ۱۲۷۳۰۰ | 2002 JN83   | ۱۱ مه ۲۰۰۲      |
| ۱۲۷۳۰۱ | 2002 JX84   | ۱۱ مه ۲۰۰۲      |
| ۱۲۷۳۰۲ | 2002 JM85   | ۱۱ مه ۲۰۰۲      |
| ۱۲۷۳۰۳ | 2002 JG86   | ۱۱ مه ۲۰۰۲      |
| ۱۲۷۳۰۴ | 2002 JA87   | ۱۱ مه ۲۰۰۲      |
| ۱۲۷۳۰۵ | 2002 JJ87   | ۱۱ مه ۲۰۰۲      |
| ۱۲۷۳۰۶ | 2002 JR88   | ۱۱ مه ۲۰۰۲      |
| ۱۲۷۳۰۷ | 2002 JT88   | ۱۱ مه ۲۰۰۲      |
| ۱۲۷۳۰۸ | 2002 JF89   | ۱۱ مه ۲۰۰۲      |
| ۱۲۷۳۰۹ | 2002 JN89   | ۱۱ مه ۲۰۰۲      |
| ۱۲۷۳۱۰ | 2002 JT90   | ۱۱ مه ۲۰۰۲      |
| ۱۲۷۳۱۱ | 2002 JV90   | ۱۱ مه ۲۰۰۲      |
| ۱۲۷۳۱۲ | 2002 JC91   | ۱۱ مه ۲۰۰۲      |
| ۱۲۷۳۱۳ | 2002 JJ94   | ۱۱ مه ۲۰۰۲      |
| ۱۲۷۳۱۴ | 2002 JN94   | ۱۱ مه ۲۰۰۲      |
| ۱۲۷۳۱۵ | 2002 JL96   | ۱۱ مه ۲۰۰۲      |
| ۱۲۷۳۱۶ | 2002 JW96   | ۹ مه ۲۰۰۲       |
| ۱۲۷۳۱۷ | 2002 JA97   | ۱۱ مه ۲۰۰۲      |
| ۱۲۷۳۱۸ | 2002 JT97   | ۸ مه ۲۰۰۲       |
| ۱۲۷۳۱۹ | 2002 JB99   | ۱۳ مه ۲۰۰۲      |
| ۱۲۷۳۲۰ | 2002 JC99   | ۱۳ مه ۲۰۰۲      |
| ۱۲۷۳۲۱ | 2002 JW99   | ۸ مه ۲۰۰۲       |
| ۱۲۷۳۲۲ | 2002 JE100  | ۱۴ مه ۲۰۰۲      |
| ۱۲۷۳۲۳ | 2002 JL100  | ۷ مه ۲۰۰۲       |
| ۱۲۷۳۲۴ | 2002 JP100  | ۱۵ مه ۲۰۰۲      |
| ۱۲۷۳۲۵ | 2002 JN101  | ۹ مه ۲۰۰۲       |
| ۱۲۷۳۲۶ | 2002 JL102  | ۹ مه ۲۰۰۲       |
| ۱۲۷۳۲۷ | 2002 JS103  | ۱۰ مه ۲۰۰۲      |
| ۱۲۷۳۲۸ | 2002 JH105  | ۱۲ مه ۲۰۰۲      |
| ۱۲۷۳۲۹ | 2002 JZ107  | ۱۴ مه ۲۰۰۲      |
| ۱۲۷۳۳۰ | 2002 JL108  | ۱۴ مه ۲۰۰۲      |
| ۱۲۷۳۳۱ | 2002 JX109  | ۱۱ مه ۲۰۰۲      |
| ۱۲۷۳۳۲ | 2002 JW110  | ۱۱ مه ۲۰۰۲      |
| ۱۲۷۳۳۳ | 2002 JQ111  | ۱۱ مه ۲۰۰۲      |
| ۱۲۷۳۳۴ | 2002 JX111  | ۱۱ مه ۲۰۰۲      |
| ۱۲۷۳۳۵ | 2002 JB113  | ۱۳ مه ۲۰۰۲      |
| ۱۲۷۳۳۶ | 2002 JB115  | ۱۳ مه ۲۰۰۲      |
| ۱۲۷۳۳۷ | 2002 JK117  | ۴ مه ۲۰۰۲       |
| ۱۲۷۳۳۸ | 2002 JE118  | ۴ مه ۲۰۰۲       |
| ۱۲۷۳۳۹ | 2002 JK118  | ۵ مه ۲۰۰۲       |
| ۱۲۷۳۴۰ | 2002 JN118  | ۵ مه ۲۰۰۲       |
| ۱۲۷۳۴۱ | 2002 JO118  | ۵ مه ۲۰۰۲       |
| ۱۲۷۳۴۲ | 2002 JU118  | ۵ مه ۲۰۰۲       |
| ۱۲۷۳۴۳ | 2002 JE119  | ۵ مه ۲۰۰۲       |
| ۱۲۷۳۴۴ | 2002 JP119  | ۵ مه ۲۰۰۲       |
| ۱۲۷۳۴۵ | 2002 JQ119  | ۵ مه ۲۰۰۲       |
| ۱۲۷۳۴۶ | 2002 JU119  | ۵ مه ۲۰۰۲       |
| ۱۲۷۳۴۷ | 2002 JT120  | ۵ مه ۲۰۰۲       |
| ۱۲۷۳۴۸ | 2002 JV120  | ۵ مه ۲۰۰۲       |
| ۱۲۷۳۴۹ | 2002 JU121  | ۵ مه ۲۰۰۲       |
| ۱۲۷۳۵۰ | 2002 JB122  | ۶ مه ۲۰۰۲       |
| ۱۲۷۳۵۱ | 2002 JD123  | ۶ مه ۲۰۰۲       |
| ۱۲۷۳۵۲ | 2002 JC124  | ۶ مه ۲۰۰۲       |
| ۱۲۷۳۵۳ | 2002 JU125  | ۷ مه ۲۰۰۲       |
| ۱۲۷۳۵۴ | 2002 JF126  | ۷ مه ۲۰۰۲       |
| ۱۲۷۳۵۵ | 2002 JX126  | ۷ مه ۲۰۰۲       |
| ۱۲۷۳۵۶ | 2002 JB128  | ۷ مه ۲۰۰۲       |
| ۱۲۷۳۵۷ | 2002 JP128  | ۷ مه ۲۰۰۲       |
| ۱۲۷۳۵۸ | 2002 JF129  | ۸ مه ۲۰۰۲       |
| ۱۲۷۳۵۹ | 2002 JH129  | ۸ مه ۲۰۰۲       |
| ۱۲۷۳۶۰ | 2002 JM132  | ۹ مه ۲۰۰۲       |
| ۱۲۷۳۶۱ | 2002 JY132  | ۹ مه ۲۰۰۲       |
| ۱۲۷۳۶۲ | 2002 JF134  | ۹ مه ۲۰۰۲       |
| ۱۲۷۳۶۳ | 2002 JG134  | ۹ مه ۲۰۰۲       |
| ۱۲۷۳۶۴ | 2002 JN134  | ۹ مه ۲۰۰۲       |
| ۱۲۷۳۶۵ | 2002 JO134  | ۹ مه ۲۰۰۲       |
| ۱۲۷۳۶۶ | 2002 JG135  | ۹ مه ۲۰۰۲       |
| ۱۲۷۳۶۷ | 2002 JZ135  | ۹ مه ۲۰۰۲       |
| ۱۲۷۳۶۸ | 2002 JC136  | ۹ مه ۲۰۰۲       |
| ۱۲۷۳۶۹ | 2002 JC143  | ۱۲ مه ۲۰۰۲      |
| ۱۲۷۳۷۰ | 2002 JJ144  | ۱۳ مه ۲۰۰۲      |
| ۱۲۷۳۷۱ | 2002 JT144  | ۱۳ مه ۲۰۰۲      |
| ۱۲۷۳۷۲ | 2002 JF145  | ۱۳ مه ۲۰۰۲      |
| ۱۲۷۳۷۳ | 2002 JT145  | ۱۴ مه ۲۰۰۲      |
| ۱۲۷۳۷۳ | 2002 KE     | ۱۶ مه ۲۰۰۲      |
| ۱۲۷۳۷۳ | 2002 KN     | ۱۶ مه ۲۰۰۲      |
| ۱۲۷۳۷۶ | 2002 KH1    | ۱۷ مه ۲۰۰۲      |
| ۱۲۷۳۷۷ | 2002 KP2    | ۱۷ مه ۲۰۰۲      |
| ۱۲۷۳۷۸ | 2002 KZ2    | ۱۸ مه ۲۰۰۲      |
| ۱۲۷۳۷۹ | 2002 KR3    | ۱۷ مه ۲۰۰۲      |
| ۱۲۷۳۸۰ | 2002 KR5    | ۱۶ مه ۲۰۰۲      |
| ۱۲۷۳۸۱ | 2002 KT5    | ۱۶ مه ۲۰۰۲      |
| ۱۲۷۳۸۲ | 2002 KQ6    | ۲۷ مه ۲۰۰۲      |
| ۱۲۷۳۸۳ | 2002 KK7    | ۲۸ مه ۲۰۰۲      |
| ۱۲۷۳۸۴ | 2002 KS13   | ۱۹ مه ۲۰۰۲      |
| ۱۲۷۳۸۵ | 2002 KT14   | ۳۰ مه ۲۰۰۲      |
| ۱۲۷۳۸۶ | 2002 LB2    | ۲ ژوئن ۲۰۰۲     |
| ۱۲۷۳۸۷ | 2002 LR4    | ۵ ژوئن ۲۰۰۲     |
| ۱۲۷۳۸۸ | 2002 LF5    | ۶ ژوئن ۲۰۰۲     |
| ۱۲۷۳۸۹ | 2002 LW6    | ۱ ژوئن ۲۰۰۲     |
| ۱۲۷۳۹۰ | 2002 LO8    | ۵ ژوئن ۲۰۰۲     |
| ۱۲۷۳۹۱ | 2002 LT8    | ۵ ژوئن ۲۰۰۲     |
| ۱۲۷۳۹۲ | 2002 LJ9    | ۵ ژوئن ۲۰۰۲     |
| ۱۲۷۳۹۳ | 2002 LL10   | ۵ ژوئن ۲۰۰۲     |
| ۱۲۷۳۹۴ | 2002 LR11   | ۵ ژوئن ۲۰۰۲     |
| ۱۲۷۳۹۵ | 2002 LP13   | ۶ ژوئن ۲۰۰۲     |
| ۱۲۷۳۹۶ | 2002 LQ17   | ۶ ژوئن ۲۰۰۲     |
| ۱۲۷۳۹۷ | 2002 LQ18   | ۶ ژوئن ۲۰۰۲     |
| ۱۲۷۳۹۸ | 2002 LD19   | ۶ ژوئن ۲۰۰۲     |
| ۱۲۷۳۹۹ | 2002 LT21   | ۸ ژوئن ۲۰۰۲     |
| ۱۲۷۴۰۰ | 2002 LW24   | ۲ ژوئن ۲۰۰۲     |
| ۱۲۷۴۰۱ | 2002 LK25   | ۳ ژوئن ۲۰۰۲     |
| ۱۲۷۴۰۲ | 2002 LP27   | ۸ ژوئن ۲۰۰۲     |
| ۱۲۷۴۰۳ | 2002 LT29   | ۹ ژوئن ۲۰۰۲     |
| ۱۲۷۴۰۴ | 2002 LX30   | ۳ ژوئن ۲۰۰۲     |
| ۱۲۷۴۰۵ | 2002 LT32   | ۳ ژوئن ۲۰۰۲     |
| ۱۲۷۴۰۶ | 2002 LD33   | ۳ ژوئن ۲۰۰۲     |
| ۱۲۷۴۰۷ | 2002 LA35   | ۹ ژوئن ۲۰۰۲     |
| ۱۲۷۴۰۸ | 2002 LP37   | ۱۲ ژوئن ۲۰۰۲    |
| ۱۲۷۴۰۹ | 2002 LE38   | ۵ ژوئن ۲۰۰۲     |
| ۱۲۷۴۱۰ | 2002 LF45   | ۵ ژوئن ۲۰۰۲     |
| ۱۲۷۴۱۱ | 2002 LS48   | ۱۰ ژوئن ۲۰۰۲    |
| ۱۲۷۴۱۲ | 2002 LA51   | ۸ ژوئن ۲۰۰۲     |
| ۱۲۷۴۱۳ | 2002 LS53   | ۱۰ ژوئن ۲۰۰۲    |
| ۱۲۷۴۱۴ | 2002 LQ57   | ۱۲ ژوئن ۲۰۰۲    |
| ۱۲۷۴۱۵ | 2002 NG6    | ۱۱ ژوئیه ۲۰۰۲   |
| ۱۲۷۴۱۶ | 2002 NF10   | ۴ ژوئیه ۲۰۰۲    |
| ۱۲۷۴۱۷ | 2002 NK11   | ۴ ژوئیه ۲۰۰۲    |
| ۱۲۷۴۱۸ | 2002 NB19   | ۹ ژوئیه ۲۰۰۲    |
| ۱۲۷۴۱۹ | 2002 NU24   | ۹ ژوئیه ۲۰۰۲    |
| ۱۲۷۴۲۰ | 2002 NZ26   | ۹ ژوئیه ۲۰۰۲    |
| ۱۲۷۴۲۱ | 2002 OE7    | ۲۰ ژوئیه ۲۰۰۲   |
| ۱۲۷۴۲۲ | 2002 OX11   | ۱۸ ژوئیه ۲۰۰۲   |
| ۱۲۷۴۲۳ | 2002 OF13   | ۱۸ ژوئیه ۲۰۰۲   |
| ۱۲۷۴۲۴ | 2002 OJ15   | ۱۸ ژوئیه ۲۰۰۲   |
| ۱۲۷۴۲۵ | 2002 OL18   | ۱۸ ژوئیه ۲۰۰۲   |
| ۱۲۷۴۲۶ | 2002 OV21   | ۲۱ ژوئیه ۲۰۰۲   |
| ۱۲۷۴۲۷ | 2002 OE23   | ۲۲ ژوئیه ۲۰۰۲   |
| ۱۲۷۴۲۷ | 2002 PX     | ۱ اوت ۲۰۰۲      |
| ۱۲۷۴۲۹ | 2002 PK5    | ۴ اوت ۲۰۰۲      |
| ۱۲۷۴۳۰ | 2002 PD14   | ۶ اوت ۲۰۰۲      |
| ۱۲۷۴۳۱ | 2002 PB15   | ۶ اوت ۲۰۰۲      |
| ۱۲۷۴۳۲ | 2002 PE15   | ۶ اوت ۲۰۰۲      |
| ۱۲۷۴۳۳ | 2002 PO16   | ۶ اوت ۲۰۰۲      |
| ۱۲۷۴۳۴ | 2002 PA17   | ۶ اوت ۲۰۰۲      |
| ۱۲۷۴۳۵ | 2002 PX21   | ۶ اوت ۲۰۰۲      |
| ۱۲۷۴۳۶ | 2002 PD32   | ۶ اوت ۲۰۰۲      |
| ۱۲۷۴۳۷ | 2002 PZ51   | ۸ اوت ۲۰۰۲      |
| ۱۲۷۴۳۸ | 2002 PF52   | ۸ اوت ۲۰۰۲      |
| ۱۲۷۴۳۹ | 2002 PY59   | ۱۰ اوت ۲۰۰۲     |
| ۱۲۷۴۴۰ | 2002 PE66   | ۶ اوت ۲۰۰۲      |
| ۱۲۷۴۴۱ | 2002 PK66   | ۶ اوت ۲۰۰۲      |
| ۱۲۷۴۴۲ | 2002 PW66   | ۶ اوت ۲۰۰۲      |
| ۱۲۷۴۴۳ | 2002 PX69   | ۱۱ اوت ۲۰۰۲     |
| ۱۲۷۴۴۴ | 2002 PQ71   | ۱۲ اوت ۲۰۰۲     |
| ۱۲۷۴۴۵ | 2002 PP84   | ۱۰ اوت ۲۰۰۲     |
| ۱۲۷۴۴۶ | 2002 PD102  | ۱۲ اوت ۲۰۰۲     |
| ۱۲۷۴۴۷ | 2002 PY112  | ۱۲ اوت ۲۰۰۲     |
| ۱۲۷۴۴۸ | 2002 PY118  | ۱۳ اوت ۲۰۰۲     |
| ۱۲۷۴۴۹ | 2002 PM124  | ۱۳ اوت ۲۰۰۲     |
| ۱۲۷۴۵۰ | 2002 PH125  | ۱۴ اوت ۲۰۰۲     |
| ۱۲۷۴۵۱ | 2002 PZ140  | ۱۴ اوت ۲۰۰۲     |
| ۱۲۷۴۵۲ | 2002 PN156  | ۸ اوت ۲۰۰۲      |
| ۱۲۷۴۵۳ | 2002 PK163  | ۸ اوت ۲۰۰۲      |
| ۱۲۷۴۵۴ | 2002 PN169  | ۸ اوت ۲۰۰۲      |
| ۱۲۷۴۵۵ | 2002 QJ6    | ۱۸ اوت ۲۰۰۲     |
| ۱۲۷۴۵۶ | 2002 QV26   | ۲۹ اوت ۲۰۰۲     |
| ۱۲۷۴۵۷ | 2002 QM28   | ۲۹ اوت ۲۰۰۲     |
| ۱۲۷۴۵۸ | 2002 QF40   | ۳۰ اوت ۲۰۰۲     |
| ۱۲۷۴۵۹ | 2002 QS42   | ۳۰ اوت ۲۰۰۲     |
| ۱۲۷۴۶۰ | 2002 QJ47   | ۳۰ اوت ۲۰۰۲     |
| ۱۲۷۴۶۱ | 2002 QV49   | ۲۹ اوت ۲۰۰۲     |
| ۱۲۷۴۶۲ | 2002 QY49   | ۲۹ اوت ۲۰۰۲     |
| ۱۲۷۴۶۳ | 2002 QC65   | ۱۶ اوت ۲۰۰۲     |
| ۱۲۷۴۶۴ | 2002 RQ6    | ۱ سپتامبر ۲۰۰۲  |
| ۱۲۷۴۶۵ | 2002 RY32   | ۴ سپتامبر ۲۰۰۲  |
| ۱۲۷۴۶۶ | 2002 RA40   | ۵ سپتامبر ۲۰۰۲  |
| ۱۲۷۴۶۷ | 2002 RX41   | ۵ سپتامبر ۲۰۰۲  |
| ۱۲۷۴۶۸ | 2002 RC86   | ۵ سپتامبر ۲۰۰۲  |
| ۱۲۷۴۶۹ | 2002 RP94   | ۵ سپتامبر ۲۰۰۲  |
| ۱۲۷۴۷۰ | 2002 RY98   | ۵ سپتامبر ۲۰۰۲  |
| ۱۲۷۴۷۱ | 2002 RD110  | ۶ سپتامبر ۲۰۰۲  |
| ۱۲۷۴۷۲ | 2002 RD113  | ۵ سپتامبر ۲۰۰۲  |
| ۱۲۷۴۷۳ | 2002 RX125  | ۹ سپتامبر ۲۰۰۲  |
| ۱۲۷۴۷۴ | 2002 RW140  | ۱۰ سپتامبر ۲۰۰۲ |
| ۱۲۷۴۷۵ | 2002 RC141  | ۱۰ سپتامبر ۲۰۰۲ |
| ۱۲۷۴۷۶ | 2002 RF153  | ۱۲ سپتامبر ۲۰۰۲ |
| ۱۲۷۴۷۷ | 2002 RS211  | ۱۴ سپتامبر ۲۰۰۲ |
| ۱۲۷۴۷۸ | 2002 SX19   | ۲۶ سپتامبر ۲۰۰۲ |
| ۱۲۷۴۷۹ | 2002 SE23   | ۲۷ سپتامبر ۲۰۰۲ |
| ۱۲۷۴۸۰ | 2002 SU28   | ۲۸ سپتامبر ۲۰۰۲ |
| ۱۲۷۴۸۱ | 2002 ST29   | ۲۸ سپتامبر ۲۰۰۲ |
| ۱۲۷۴۸۲ | 2002 SK36   | ۲۹ سپتامبر ۲۰۰۲ |
| ۱۲۷۴۸۳ | 2002 SE44   | ۲۹ سپتامبر ۲۰۰۲ |
| ۱۲۷۴۸۴ | 2002 SA45   | ۲۹ سپتامبر ۲۰۰۲ |
| ۱۲۷۴۸۵ | 2002 ST54   | ۳۰ سپتامبر ۲۰۰۲ |
| ۱۲۷۴۸۶ | 2002 SJ64   | ۱۶ سپتامبر ۲۰۰۲ |
| ۱۲۷۴۸۷ | 2002 TP3    | ۱ اکتبر ۲۰۰۲    |
| ۱۲۷۴۸۸ | 2002 TE11   | ۱ اکتبر ۲۰۰۲    |
| ۱۲۷۴۸۹ | 2002 TN16   | ۲ اکتبر ۲۰۰۲    |
| ۱۲۷۴۹۰ | 2002 TU18   | ۲ اکتبر ۲۰۰۲    |
| ۱۲۷۴۹۱ | 2002 TV21   | ۲ اکتبر ۲۰۰۲    |
| ۱۲۷۴۹۲ | 2002 TC23   | ۲ اکتبر ۲۰۰۲    |
| ۱۲۷۴۹۳ | 2002 TU29   | ۲ اکتبر ۲۰۰۲    |
| ۱۲۷۴۹۴ | 2002 TR30   | ۲ اکتبر ۲۰۰۲    |
| ۱۲۷۴۹۵ | 2002 TW30   | ۲ اکتبر ۲۰۰۲    |
| ۱۲۷۴۹۶ | 2002 TL39   | ۲ اکتبر ۲۰۰۲    |
| ۱۲۷۴۹۷ | 2002 TS44   | ۲ اکتبر ۲۰۰۲    |
| ۱۲۷۴۹۸ | 2002 TQ47   | ۲ اکتبر ۲۰۰۲    |
| ۱۲۷۴۹۹ | 2002 TF56   | ۱ اکتبر ۲۰۰۲    |
| ۱۲۷۵۰۰ | 2002 TH57   | ۳ اکتبر ۲۰۰۲    |
| ۱۲۷۵۰۱ | 2002 TN59   | ۳ اکتبر ۲۰۰۲    |
| ۱۲۷۵۰۲ | 2002 TP59   | ۴ اکتبر ۲۰۰۲    |
| ۱۲۷۵۰۳ | 2002 TR59   | ۴ اکتبر ۲۰۰۲    |
| ۱۲۷۵۰۴ | 2002 TW66   | ۶ اکتبر ۲۰۰۲    |
| ۱۲۷۵۰۵ | 2002 TF80   | ۱ اکتبر ۲۰۰۲    |
| ۱۲۷۵۰۶ | 2002 TA91   | ۳ اکتبر ۲۰۰۲    |
| ۱۲۷۵۰۷ | 2002 TU131  | ۴ اکتبر ۲۰۰۲    |
| ۱۲۷۵۰۸ | 2002 TU216  | ۶ اکتبر ۲۰۰۲    |
| ۱۲۷۵۰۹ | 2002 TP220  | ۶ اکتبر ۲۰۰۲    |
| ۱۲۷۵۱۰ | 2002 TM229  | ۷ اکتبر ۲۰۰۲    |
| ۱۲۷۵۱۱ | 2002 TY233  | ۶ اکتبر ۲۰۰۲    |
| ۱۲۷۵۱۲ | 2002 TE240  | ۹ اکتبر ۲۰۰۲    |
| ۱۲۷۵۱۳ | 2002 TD250  | ۷ اکتبر ۲۰۰۲    |
| ۱۲۷۵۱۴ | 2002 TS295  | ۱۳ اکتبر ۲۰۰۲   |
| ۱۲۷۵۱۵ | 2002 TY306  | ۴ اکتبر ۲۰۰۲    |
| ۱۲۷۵۱۶ | 2002 TT307  | ۴ اکتبر ۲۰۰۲    |
| ۱۲۷۵۱۷ | 2002 TJ371  | ۱۰ اکتبر ۲۰۰۲   |
| ۱۲۷۵۱۸ | 2002 UH16   | ۳۰ اکتبر ۲۰۰۲   |
| ۱۲۷۵۱۹ | 2002 UJ16   | ۳۰ اکتبر ۲۰۰۲   |
| ۱۲۷۵۲۰ | 2002 UQ29   | ۳۱ اکتبر ۲۰۰۲   |
| ۱۲۷۵۲۱ | 2002 VK14   | ۵ نوامبر ۲۰۰۲   |
| ۱۲۷۵۲۲ | 2002 VD24   | ۵ نوامبر ۲۰۰۲   |
| ۱۲۷۵۲۳ | 2002 VN47   | ۵ نوامبر ۲۰۰۲   |
| ۱۲۷۵۲۴ | 2002 VV59   | ۳ نوامبر ۲۰۰۲   |
| ۱۲۷۵۲۵ | 2002 VE60   | ۳ نوامبر ۲۰۰۲   |
| ۱۲۷۵۲۶ | 2002 VU100  | ۱۱ نوامبر ۲۰۰۲  |
| ۱۲۷۵۲۷ | 2002 VT114  | ۱۳ نوامبر ۲۰۰۲  |
| ۱۲۷۵۲۸ | 2002 VM119  | ۱۲ نوامبر ۲۰۰۲  |
| ۱۲۷۵۲۹ | 2002 VL125  | ۱۳ نوامبر ۲۰۰۲  |
| ۱۲۷۵۳۰ | 2002 VX127  | ۱۵ نوامبر ۲۰۰۲  |
| ۱۲۷۵۳۱ | 2002 WS5    | ۲۳ نوامبر ۲۰۰۲  |
| ۱۲۷۵۳۲ | 2002 WH9    | ۲۴ نوامبر ۲۰۰۲  |
| ۱۲۷۵۳۳ | 2002 WZ9    | ۲۴ نوامبر ۲۰۰۲  |
| ۱۲۷۵۳۴ | 2002 WR17   | ۳۰ نوامبر ۲۰۰۲  |
| ۱۲۷۵۳۵ | 2002 XL14   | ۵ دسامبر ۲۰۰۲   |
| ۱۲۷۵۳۶ | 2002 XO26   | ۳ دسامبر ۲۰۰۲   |
| ۱۲۷۵۳۷ | 2002 XU29   | ۵ دسامبر ۲۰۰۲   |
| ۱۲۷۵۳۸ | 2002 XV45   | ۱۰ دسامبر ۲۰۰۲  |
| ۱۲۷۵۳۹ | 2002 XV46   | ۷ دسامبر ۲۰۰۲   |
| ۱۲۷۵۴۰ | 2002 XQ63   | ۱۱ دسامبر ۲۰۰۲  |
| ۱۲۷۵۴۱ | 2002 XZ65   | ۱۲ دسامبر ۲۰۰۲  |
| ۱۲۷۵۴۲ | 2002 XR66   | ۱۰ دسامبر ۲۰۰۲  |
| ۱۲۷۵۴۳ | 2002 XA73   | ۱۱ دسامبر ۲۰۰۲  |
| ۱۲۷۵۴۴ | 2002 XD81   | ۱۱ دسامبر ۲۰۰۲  |
| ۱۲۷۵۴۵ | Crisman     | ۴ دسامبر ۲۰۰۲   |
| ۱۲۷۵۴۶ | 2002 XU93   | ۴ دسامبر ۲۰۰۲   |
| ۱۲۷۵۴۷ | 2002 XG94   | ۳ دسامبر ۲۰۰۲   |
| ۱۲۷۵۴۷ | 2002 YM     | ۲۷ دسامبر ۲۰۰۲  |
| ۱۲۷۵۴۹ | 2002 YH1    | ۲۷ دسامبر ۲۰۰۲  |
| ۱۲۷۵۵۰ | 2002 YB2    | ۲۷ دسامبر ۲۰۰۲  |
| ۱۲۷۵۵۱ | 2002 YQ3    | ۲۸ دسامبر ۲۰۰۲  |
| ۱۲۷۵۵۲ | 2002 YF5    | ۲۸ دسامبر ۲۰۰۲  |
| ۱۲۷۵۵۳ | 2002 YN9    | ۳۱ دسامبر ۲۰۰۲  |
| ۱۲۷۵۵۴ | 2002 YW9    | ۳۱ دسامبر ۲۰۰۲  |
| ۱۲۷۵۵۵ | 2002 YT11   | ۳۱ دسامبر ۲۰۰۲  |
| ۱۲۷۵۵۶ | 2002 YW11   | ۳۱ دسامبر ۲۰۰۲  |
| ۱۲۷۵۵۷ | 2002 YA12   | ۳۱ دسامبر ۲۰۰۲  |
| ۱۲۷۵۵۸ | 2002 YM23   | ۳۱ دسامبر ۲۰۰۲  |
| ۱۲۷۵۵۹ | 2002 YZ23   | ۳۱ دسامبر ۲۰۰۲  |
| ۱۲۷۵۶۰ | 2002 YQ26   | ۳۱ دسامبر ۲۰۰۲  |
| ۱۲۷۵۶۱ | 2002 YC28   | ۳۱ دسامبر ۲۰۰۲  |
| ۱۲۷۵۶۲ | 2002 YH31   | ۳۱ دسامبر ۲۰۰۲  |
| ۱۲۷۵۶۳ | 2002 YF32   | ۳۱ دسامبر ۲۰۰۲  |
| ۱۲۷۵۶۳ | 2003 AX     | ۱ ژانویه ۲۰۰۳   |
| ۱۲۷۵۶۵ | 2003 AM5    | ۱ ژانویه ۲۰۰۳   |
| ۱۲۷۵۶۶ | 2003 AL6    | ۱ ژانویه ۲۰۰۳   |
| ۱۲۷۵۶۷ | 2003 AS8    | ۲ ژانویه ۲۰۰۳   |
| ۱۲۷۵۶۸ | 2003 AV9    | ۴ ژانویه ۲۰۰۳   |
| ۱۲۷۵۶۹ | 2003 AQ13   | ۱ ژانویه ۲۰۰۳   |
| ۱۲۷۵۷۰ | 2003 AH16   | ۱ ژانویه ۲۰۰۳   |
| ۱۲۷۵۷۱ | 2003 AM17   | ۵ ژانویه ۲۰۰۳   |
| ۱۲۷۵۷۲ | 2003 AR30   | ۴ ژانویه ۲۰۰۳   |
| ۱۲۷۵۷۳ | 2003 AT30   | ۴ ژانویه ۲۰۰۳   |
| ۱۲۷۵۷۴ | 2003 AG34   | ۷ ژانویه ۲۰۰۳   |
| ۱۲۷۵۷۵ | 2003 AL41   | ۷ ژانویه ۲۰۰۳   |
| ۱۲۷۵۷۶ | 2003 AT41   | ۷ ژانویه ۲۰۰۳   |
| ۱۲۷۵۷۷ | 2003 AF44   | ۵ ژانویه ۲۰۰۳   |
| ۱۲۷۵۷۸ | 2003 AA53   | ۵ ژانویه ۲۰۰۳   |
| ۱۲۷۵۷۹ | 2003 AJ58   | ۵ ژانویه ۲۰۰۳   |
| ۱۲۷۵۸۰ | 2003 AD59   | ۵ ژانویه ۲۰۰۳   |
| ۱۲۷۵۸۱ | 2003 AW59   | ۵ ژانویه ۲۰۰۳   |
| ۱۲۷۵۸۲ | 2003 AK61   | ۷ ژانویه ۲۰۰۳   |
| ۱۲۷۵۸۳ | 2003 AG64   | ۷ ژانویه ۲۰۰۳   |
| ۱۲۷۵۸۴ | 2003 AD67   | ۷ ژانویه ۲۰۰۳   |
| ۱۲۷۵۸۵ | 2003 AW70   | ۱۰ ژانویه ۲۰۰۳  |
| ۱۲۷۵۸۶ | 2003 AY79   | ۱۱ ژانویه ۲۰۰۳  |
| ۱۲۷۵۸۷ | 2003 AQ82   | ۸ ژانویه ۲۰۰۳   |
| ۱۲۷۵۸۸ | 2003 AL88   | ۲ ژانویه ۲۰۰۳   |
| ۱۲۷۵۸۹ | 2003 AS91   | ۵ ژانویه ۲۰۰۳   |
| ۱۲۷۵۹۰ | 2003 BY1    | ۲۵ ژانویه ۲۰۰۳  |
| ۱۲۷۵۹۱ | 2003 BF6    | ۲۳ ژانویه ۲۰۰۳  |
| ۱۲۷۵۹۲ | 2003 BB7    | ۲۵ ژانویه ۲۰۰۳  |
| ۱۲۷۵۹۳ | 2003 BC11   | ۲۶ ژانویه ۲۰۰۳  |
| ۱۲۷۵۹۴ | 2003 BL12   | ۲۶ ژانویه ۲۰۰۳  |
| ۱۲۷۵۹۵ | 2003 BN12   | ۲۶ ژانویه ۲۰۰۳  |
| ۱۲۷۵۹۶ | 2003 BA15   | ۲۶ ژانویه ۲۰۰۳  |
| ۱۲۷۵۹۷ | 2003 BK15   | ۲۶ ژانویه ۲۰۰۳  |
| ۱۲۷۵۹۸ | 2003 BH16   | ۲۶ ژانویه ۲۰۰۳  |
| ۱۲۷۵۹۹ | 2003 BE18   | ۲۷ ژانویه ۲۰۰۳  |
| ۱۲۷۶۰۰ | 2003 BT18   | ۲۷ ژانویه ۲۰۰۳  |
| ۱۲۷۶۰۱ | 2003 BP19   | ۲۶ ژانویه ۲۰۰۳  |
| ۱۲۷۶۰۲ | 2003 BY19   | ۲۶ ژانویه ۲۰۰۳  |
| ۱۲۷۶۰۳ | 2003 BP21   | ۲۷ ژانویه ۲۰۰۳  |
| ۱۲۷۶۰۴ | 2003 BD26   | ۲۶ ژانویه ۲۰۰۳  |
| ۱۲۷۶۰۵ | 2003 BJ27   | ۲۶ ژانویه ۲۰۰۳  |
| ۱۲۷۶۰۶ | 2003 BQ28   | ۲۶ ژانویه ۲۰۰۳  |
| ۱۲۷۶۰۷ | 2003 BW30   | ۲۷ ژانویه ۲۰۰۳  |
| ۱۲۷۶۰۸ | 2003 BH31   | ۲۷ ژانویه ۲۰۰۳  |
| ۱۲۷۶۰۹ | 2003 BW31   | ۲۷ ژانویه ۲۰۰۳  |
| ۱۲۷۶۱۰ | 2003 BK34   | ۲۶ ژانویه ۲۰۰۳  |
| ۱۲۷۶۱۱ | 2003 BB38   | ۲۷ ژانویه ۲۰۰۳  |
| ۱۲۷۶۱۲ | 2003 BG39   | ۲۷ ژانویه ۲۰۰۳  |
| ۱۲۷۶۱۳ | 2003 BP44   | ۲۷ ژانویه ۲۰۰۳  |
| ۱۲۷۶۱۴ | 2003 BX45   | ۳۰ ژانویه ۲۰۰۳  |
| ۱۲۷۶۱۵ | 2003 BH49   | ۲۶ ژانویه ۲۰۰۳  |
| ۱۲۷۶۱۶ | 2003 BL50   | ۲۷ ژانویه ۲۰۰۳  |
| ۱۲۷۶۱۷ | 2003 BM53   | ۲۷ ژانویه ۲۰۰۳  |
| ۱۲۷۶۱۸ | 2003 BN53   | ۲۷ ژانویه ۲۰۰۳  |
| ۱۲۷۶۱۹ | 2003 BV53   | ۲۷ ژانویه ۲۰۰۳  |
| ۱۲۷۶۲۰ | 2003 BY54   | ۲۷ ژانویه ۲۰۰۳  |
| ۱۲۷۶۲۱ | 2003 BN55   | ۲۷ ژانویه ۲۰۰۳  |
| ۱۲۷۶۲۲ | 2003 BM62   | ۲۸ ژانویه ۲۰۰۳  |
| ۱۲۷۶۲۳ | 2003 BG67   | ۳۰ ژانویه ۲۰۰۳  |
| ۱۲۷۶۲۴ | 2003 BP70   | ۳۰ ژانویه ۲۰۰۳  |
| ۱۲۷۶۲۵ | 2003 BR72   | ۲۸ ژانویه ۲۰۰۳  |
| ۱۲۷۶۲۶ | 2003 BZ72   | ۲۸ ژانویه ۲۰۰۳  |
| ۱۲۷۶۲۷ | 2003 BP80   | ۳۱ ژانویه ۲۰۰۳  |
| ۱۲۷۶۲۸ | 2003 BT81   | ۳۱ ژانویه ۲۰۰۳  |
| ۱۲۷۶۲۹ | 2003 BJ89   | ۲۸ ژانویه ۲۰۰۳  |
| ۱۲۷۶۳۰ | 2003 BX89   | ۲۸ ژانویه ۲۰۰۳  |
| ۱۲۷۶۳۱ | 2003 BD90   | ۲۸ ژانویه ۲۰۰۳  |
| ۱۲۷۶۳۲ | 2003 BK90   | ۳۰ ژانویه ۲۰۰۳  |
| ۱۲۷۶۳۳ | 2003 CG2    | ۱ فوریه ۲۰۰۳    |
| ۱۲۷۶۳۴ | 2003 CY4    | ۱ فوریه ۲۰۰۳    |
| ۱۲۷۶۳۵ | 2003 CH6    | ۱ فوریه ۲۰۰۳    |
| ۱۲۷۶۳۶ | 2003 CQ7    | ۱ فوریه ۲۰۰۳    |
| ۱۲۷۶۳۷ | 2003 CU7    | ۱ فوریه ۲۰۰۳    |
| ۱۲۷۶۳۸ | 2003 CE8    | ۱ فوریه ۲۰۰۳    |
| ۱۲۷۶۳۹ | 2003 CO8    | ۱ فوریه ۲۰۰۳    |
| ۱۲۷۶۴۰ | 2003 CQ8    | ۱ فوریه ۲۰۰۳    |
| ۱۲۷۶۴۱ | 2003 CL9    | ۲ فوریه ۲۰۰۳    |
| ۱۲۷۶۴۲ | 2003 CO9    | ۲ فوریه ۲۰۰۳    |
| ۱۲۷۶۴۳ | 2003 CY9    | ۲ فوریه ۲۰۰۳    |
| ۱۲۷۶۴۴ | 2003 CF10   | ۲ فوریه ۲۰۰۳    |
| ۱۲۷۶۴۵ | 2003 CV10   | ۳ فوریه ۲۰۰۳    |
| ۱۲۷۶۴۶ | 2003 CX13   | ۵ فوریه ۲۰۰۳    |
| ۱۲۷۶۴۷ | 2003 CS15   | ۶ فوریه ۲۰۰۳    |
| ۱۲۷۶۴۸ | 2003 CA18   | ۷ فوریه ۲۰۰۳    |
| ۱۲۷۶۴۹ | 2003 CS19   | ۷ فوریه ۲۰۰۳    |
| ۱۲۷۶۵۰ | 2003 DC2    | ۲۱ فوریه ۲۰۰۳   |
| ۱۲۷۶۵۱ | 2003 DP2    | ۲۲ فوریه ۲۰۰۳   |
| ۱۲۷۶۵۲ | 2003 DT3    | ۲۲ فوریه ۲۰۰۳   |
| ۱۲۷۶۵۳ | 2003 DX4    | ۲۲ فوریه ۲۰۰۳   |
| ۱۲۷۶۵۴ | 2003 DY7    | ۲۲ فوریه ۲۰۰۳   |
| ۱۲۷۶۵۵ | 2003 DJ8    | ۲۲ فوریه ۲۰۰۳   |
| ۱۲۷۶۵۶ | 2003 DV8    | ۲۲ فوریه ۲۰۰۳   |
| ۱۲۷۶۵۷ | 2003 DV9    | ۲۴ فوریه ۲۰۰۳   |
| ۱۲۷۶۵۸ | 2003 DV10   | ۲۶ فوریه ۲۰۰۳   |
| ۱۲۷۶۵۹ | 2003 DC11   | ۲۳ فوریه ۲۰۰۳   |
| ۱۲۷۶۶۰ | 2003 DT12   | ۲۶ فوریه ۲۰۰۳   |
| ۱۲۷۶۶۱ | 2003 DM13   | ۲۲ فوریه ۲۰۰۳   |
| ۱۲۷۶۶۲ | 2003 DT13   | ۲۵ فوریه ۲۰۰۳   |
| ۱۲۷۶۶۳ | 2003 DK14   | ۲۴ فوریه ۲۰۰۳   |
| ۱۲۷۶۶۴ | 2003 DV14   | ۲۵ فوریه ۲۰۰۳   |
| ۱۲۷۶۶۵ | 2003 DE16   | ۱۹ فوریه ۲۰۰۳   |
| ۱۲۷۶۶۶ | 2003 DM19   | ۲۲ فوریه ۲۰۰۳   |
| ۱۲۷۶۶۷ | 2003 DH20   | ۲۲ فوریه ۲۰۰۳   |
| ۱۲۷۶۶۸ | 2003 DP20   | ۲۲ فوریه ۲۰۰۳   |
| ۱۲۷۶۶۹ | 2003 EM2    | ۵ مارس ۲۰۰۳     |
| ۱۲۷۶۷۰ | 2003 ER2    | ۵ مارس ۲۰۰۳     |
| ۱۲۷۶۷۱ | 2003 ET3    | ۶ مارس ۲۰۰۳     |
| ۱۲۷۶۷۲ | 2003 EF4    | ۶ مارس ۲۰۰۳     |
| ۱۲۷۶۷۳ | 2003 EK4    | ۶ مارس ۲۰۰۳     |
| ۱۲۷۶۷۴ | 2003 EX4    | ۶ مارس ۲۰۰۳     |
| ۱۲۷۶۷۵ | 2003 EO5    | ۵ مارس ۲۰۰۳     |
| ۱۲۷۶۷۶ | 2003 EE6    | ۶ مارس ۲۰۰۳     |
| ۱۲۷۶۷۷ | 2003 EW7    | ۶ مارس ۲۰۰۳     |
| ۱۲۷۶۷۸ | 2003 ES8    | ۶ مارس ۲۰۰۳     |
| ۱۲۷۶۷۹ | 2003 EW8    | ۶ مارس ۲۰۰۳     |
| ۱۲۷۶۸۰ | 2003 EX10   | ۶ مارس ۲۰۰۳     |
| ۱۲۷۶۸۱ | 2003 EY10   | ۶ مارس ۲۰۰۳     |
| ۱۲۷۶۸۲ | 2003 EA11   | ۶ مارس ۲۰۰۳     |
| ۱۲۷۶۸۳ | 2003 EW12   | ۶ مارس ۲۰۰۳     |
| ۱۲۷۶۸۴ | 2003 EV13   | ۶ مارس ۲۰۰۳     |
| ۱۲۷۶۸۵ | 2003 ED14   | ۷ مارس ۲۰۰۳     |
| ۱۲۷۶۸۶ | 2003 EM14   | ۵ مارس ۲۰۰۳     |
| ۱۲۷۶۸۷ | 2003 EC15   | ۷ مارس ۲۰۰۳     |
| ۱۲۷۶۸۸ | 2003 EC16   | ۷ مارس ۲۰۰۳     |
| ۱۲۷۶۸۹ | 2003 EE17   | ۵ مارس ۲۰۰۳     |
| ۱۲۷۶۹۰ | 2003 EJ17   | ۵ مارس ۲۰۰۳     |
| ۱۲۷۶۹۱ | 2003 EP17   | ۵ مارس ۲۰۰۳     |
| ۱۲۷۶۹۲ | 2003 EW18   | ۶ مارس ۲۰۰۳     |
| ۱۲۷۶۹۳ | 2003 EG20   | ۶ مارس ۲۰۰۳     |
| ۱۲۷۶۹۴ | 2003 EN20   | ۶ مارس ۲۰۰۳     |
| ۱۲۷۶۹۵ | 2003 EO21   | ۶ مارس ۲۰۰۳     |
| ۱۲۷۶۹۶ | 2003 EQ22   | ۶ مارس ۲۰۰۳     |
| ۱۲۷۶۹۷ | 2003 EU22   | ۶ مارس ۲۰۰۳     |
| ۱۲۷۶۹۸ | 2003 EC23   | ۶ مارس ۲۰۰۳     |
| ۱۲۷۶۹۹ | 2003 EC24   | ۶ مارس ۲۰۰۳     |
| ۱۲۷۷۰۰ | 2003 EE24   | ۶ مارس ۲۰۰۳     |
| ۱۲۷۷۰۱ | 2003 EJ24   | ۶ مارس ۲۰۰۳     |
| ۱۲۷۷۰۲ | 2003 ES24   | ۶ مارس ۲۰۰۳     |
| ۱۲۷۷۰۳ | 2003 EE25   | ۶ مارس ۲۰۰۳     |
| ۱۲۷۷۰۴ | 2003 EZ25   | ۶ مارس ۲۰۰۳     |
| ۱۲۷۷۰۵ | 2003 ES27   | ۶ مارس ۲۰۰۳     |
| ۱۲۷۷۰۶ | 2003 EE28   | ۶ مارس ۲۰۰۳     |
| ۱۲۷۷۰۷ | 2003 EN28   | ۶ مارس ۲۰۰۳     |
| ۱۲۷۷۰۸ | 2003 ES29   | ۶ مارس ۲۰۰۳     |
| ۱۲۷۷۰۹ | 2003 ET29   | ۶ مارس ۲۰۰۳     |
| ۱۲۷۷۱۰ | 2003 EZ31   | ۷ مارس ۲۰۰۳     |
| ۱۲۷۷۱۱ | 2003 EU32   | ۷ مارس ۲۰۰۳     |
| ۱۲۷۷۱۲ | 2003 EN33   | ۷ مارس ۲۰۰۳     |
| ۱۲۷۷۱۳ | 2003 EU33   | ۷ مارس ۲۰۰۳     |
| ۱۲۷۷۱۴ | 2003 EF35   | ۷ مارس ۲۰۰۳     |
| ۱۲۷۷۱۵ | 2003 EN35   | ۷ مارس ۲۰۰۳     |
| ۱۲۷۷۱۶ | 2003 ES37   | ۸ مارس ۲۰۰۳     |
| ۱۲۷۷۱۷ | 2003 EA38   | ۸ مارس ۲۰۰۳     |
| ۱۲۷۷۱۸ | 2003 EP38   | ۸ مارس ۲۰۰۳     |
| ۱۲۷۷۱۹ | 2003 EK40   | ۸ مارس ۲۰۰۳     |
| ۱۲۷۷۲۰ | 2003 ES41   | ۶ مارس ۲۰۰۳     |
| ۱۲۷۷۲۱ | 2003 EV41   | ۷ مارس ۲۰۰۳     |
| ۱۲۷۷۲۲ | 2003 EV43   | ۶ مارس ۲۰۰۳     |
| ۱۲۷۷۲۳ | 2003 EL45   | ۷ مارس ۲۰۰۳     |
| ۱۲۷۷۲۴ | 2003 ER45   | ۷ مارس ۲۰۰۳     |
| ۱۲۷۷۲۵ | 2003 EE48   | ۹ مارس ۲۰۰۳     |
| ۱۲۷۷۲۶ | 2003 EB49   | ۹ مارس ۲۰۰۳     |
| ۱۲۷۷۲۷ | 2003 EE49   | ۱۰ مارس ۲۰۰۳    |
| ۱۲۷۷۲۸ | 2003 EU49   | ۱۰ مارس ۲۰۰۳    |
| ۱۲۷۷۲۹ | 2003 EO50   | ۹ مارس ۲۰۰۳     |
| ۱۲۷۷۳۰ | 2003 EF52   | ۱۱ مارس ۲۰۰۳    |
| ۱۲۷۷۳۱ | 2003 ER52   | ۸ مارس ۲۰۰۳     |
| ۱۲۷۷۳۲ | 2003 EW57   | ۹ مارس ۲۰۰۳     |
| ۱۲۷۷۳۳ | 2003 EB58   | ۹ مارس ۲۰۰۳     |
| ۱۲۷۷۳۴ | 2003 EP59   | ۱۱ مارس ۲۰۰۳    |
| ۱۲۷۷۳۴ | 2003 FU     | ۲۰ مارس ۲۰۰۳    |
| ۱۲۷۷۳۶ | 2003 FN2    | ۲۳ مارس ۲۰۰۳    |
| ۱۲۷۷۳۷ | 2003 FZ5    | ۲۶ مارس ۲۰۰۳    |
| ۱۲۷۷۳۸ | 2003 FH8    | ۲۱ مارس ۲۰۰۳    |
| ۱۲۷۷۳۹ | 2003 FW8    | ۲۸ مارس ۲۰۰۳    |
| ۱۲۷۷۴۰ | 2003 FS9    | ۲۲ مارس ۲۰۰۳    |
| ۱۲۷۷۴۱ | 2003 FG11   | ۲۳ مارس ۲۰۰۳    |
| ۱۲۷۷۴۲ | 2003 FC12   | ۲۴ مارس ۲۰۰۳    |
| ۱۲۷۷۴۳ | 2003 FH12   | ۲۲ مارس ۲۰۰۳    |
| ۱۲۷۷۴۴ | 2003 FN12   | ۲۲ مارس ۲۰۰۳    |
| ۱۲۷۷۴۵ | 2003 FV13   | ۲۳ مارس ۲۰۰۳    |
| ۱۲۷۷۴۶ | 2003 FG14   | ۲۳ مارس ۲۰۰۳    |
| ۱۲۷۷۴۷ | 2003 FR14   | ۲۳ مارس ۲۰۰۳    |
| ۱۲۷۷۴۸ | 2003 FN16   | ۲۳ مارس ۲۰۰۳    |
| ۱۲۷۷۴۹ | 2003 FS16   | ۲۳ مارس ۲۰۰۳    |
| ۱۲۷۷۵۰ | 2003 FV16   | ۲۳ مارس ۲۰۰۳    |
| ۱۲۷۷۵۱ | 2003 FV20   | ۲۳ مارس ۲۰۰۳    |
| ۱۲۷۷۵۲ | 2003 FZ20   | ۲۳ مارس ۲۰۰۳    |
| ۱۲۷۷۵۳ | 2003 FB21   | ۲۳ مارس ۲۰۰۳    |
| ۱۲۷۷۵۴ | 2003 FB24   | ۲۳ مارس ۲۰۰۳    |
| ۱۲۷۷۵۵ | 2003 FD28   | ۲۴ مارس ۲۰۰۳    |
| ۱۲۷۷۵۶ | 2003 FJ28   | ۲۴ مارس ۲۰۰۳    |
| ۱۲۷۷۵۷ | 2003 FM28   | ۲۴ مارس ۲۰۰۳    |
| ۱۲۷۷۵۸ | 2003 FO30   | ۲۵ مارس ۲۰۰۳    |
| ۱۲۷۷۵۹ | 2003 FV31   | ۲۳ مارس ۲۰۰۳    |
| ۱۲۷۷۶۰ | 2003 FM32   | ۲۳ مارس ۲۰۰۳    |
| ۱۲۷۷۶۱ | 2003 FL34   | ۲۳ مارس ۲۰۰۳    |
| ۱۲۷۷۶۲ | 2003 FC38   | ۲۳ مارس ۲۰۰۳    |
| ۱۲۷۷۶۳ | 2003 FO38   | ۲۳ مارس ۲۰۰۳    |
| ۱۲۷۷۶۴ | 2003 FW39   | ۲۴ مارس ۲۰۰۳    |
| ۱۲۷۷۶۵ | 2003 FL40   | ۲۴ مارس ۲۰۰۳    |
| ۱۲۷۷۶۶ | 2003 FA42   | ۲۶ مارس ۲۰۰۳    |
| ۱۲۷۷۶۷ | 2003 FS42   | ۲۳ مارس ۲۰۰۳    |
| ۱۲۷۷۶۸ | 2003 FS44   | ۲۳ مارس ۲۰۰۳    |
| ۱۲۷۷۶۹ | 2003 FB47   | ۲۴ مارس ۲۰۰۳    |
| ۱۲۷۷۷۰ | 2003 FR47   | ۲۴ مارس ۲۰۰۳    |
| ۱۲۷۷۷۱ | 2003 FP50   | ۲۵ مارس ۲۰۰۳    |
| ۱۲۷۷۷۲ | 2003 FO52   | ۲۵ مارس ۲۰۰۳    |
| ۱۲۷۷۷۳ | 2003 FV52   | ۲۵ مارس ۲۰۰۳    |
| ۱۲۷۷۷۴ | 2003 FA53   | ۲۵ مارس ۲۰۰۳    |
| ۱۲۷۷۷۵ | 2003 FH53   | ۲۵ مارس ۲۰۰۳    |
| ۱۲۷۷۷۶ | 2003 FP53   | ۲۵ مارس ۲۰۰۳    |
| ۱۲۷۷۷۷ | 2003 FT53   | ۲۵ مارس ۲۰۰۳    |
| ۱۲۷۷۷۸ | 2003 FY53   | ۲۵ مارس ۲۰۰۳    |
| ۱۲۷۷۷۹ | 2003 FN54   | ۲۵ مارس ۲۰۰۳    |
| ۱۲۷۷۸۰ | 2003 FU54   | ۲۵ مارس ۲۰۰۳    |
| ۱۲۷۷۸۱ | 2003 FO55   | ۲۶ مارس ۲۰۰۳    |
| ۱۲۷۷۸۲ | 2003 FR57   | ۲۶ مارس ۲۰۰۳    |
| ۱۲۷۷۸۳ | 2003 FL60   | ۲۶ مارس ۲۰۰۳    |
| ۱۲۷۷۸۴ | 2003 FD63   | ۲۶ مارس ۲۰۰۳    |
| ۱۲۷۷۸۵ | 2003 FE63   | ۲۶ مارس ۲۰۰۳    |
| ۱۲۷۷۸۶ | 2003 FM63   | ۲۶ مارس ۲۰۰۳    |
| ۱۲۷۷۸۷ | 2003 FF66   | ۲۶ مارس ۲۰۰۳    |
| ۱۲۷۷۸۸ | 2003 FL66   | ۲۶ مارس ۲۰۰۳    |
| ۱۲۷۷۸۹ | 2003 FR66   | ۲۶ مارس ۲۰۰۳    |
| ۱۲۷۷۹۰ | 2003 FC72   | ۲۶ مارس ۲۰۰۳    |
| ۱۲۷۷۹۱ | 2003 FP72   | ۲۶ مارس ۲۰۰۳    |
| ۱۲۷۷۹۲ | 2003 FS72   | ۲۶ مارس ۲۰۰۳    |
| ۱۲۷۷۹۳ | 2003 FZ72   | ۲۶ مارس ۲۰۰۳    |
| ۱۲۷۷۹۴ | 2003 FA73   | ۲۶ مارس ۲۰۰۳    |
| ۱۲۷۷۹۵ | 2003 FU73   | ۲۶ مارس ۲۰۰۳    |
| ۱۲۷۷۹۶ | 2003 FO74   | ۲۶ مارس ۲۰۰۳    |
| ۱۲۷۷۹۷ | 2003 FB75   | ۲۶ مارس ۲۰۰۳    |
| ۱۲۷۷۹۸ | 2003 FQ75   | ۲۷ مارس ۲۰۰۳    |
| ۱۲۷۷۹۹ | 2003 FB76   | ۲۷ مارس ۲۰۰۳    |
| ۱۲۷۸۰۰ | 2003 FL76   | ۲۷ مارس ۲۰۰۳    |
| ۱۲۷۸۰۱ | 2003 FL77   | ۲۷ مارس ۲۰۰۳    |
| ۱۲۷۸۰۲ | 2003 FM77   | ۲۷ مارس ۲۰۰۳    |
| ۱۲۷۸۰۳ | 2003 FP77   | ۲۷ مارس ۲۰۰۳    |
| ۱۲۷۸۰۴ | 2003 FH80   | ۲۷ مارس ۲۰۰۳    |
| ۱۲۷۸۰۵ | 2003 FE81   | ۲۷ مارس ۲۰۰۳    |
| ۱۲۷۸۰۶ | 2003 FO81   | ۲۷ مارس ۲۰۰۳    |
| ۱۲۷۸۰۷ | 2003 FK82   | ۲۷ مارس ۲۰۰۳    |
| ۱۲۷۸۰۸ | 2003 FU82   | ۲۷ مارس ۲۰۰۳    |
| ۱۲۷۸۰۹ | 2003 FQ83   | ۲۷ مارس ۲۰۰۳    |
| ۱۲۷۸۱۰ | 2003 FK85   | ۲۸ مارس ۲۰۰۳    |
| ۱۲۷۸۱۱ | 2003 FS85   | ۲۸ مارس ۲۰۰۳    |
| ۱۲۷۸۱۲ | 2003 FT85   | ۲۸ مارس ۲۰۰۳    |
| ۱۲۷۸۱۳ | 2003 FG86   | ۲۸ مارس ۲۰۰۳    |
| ۱۲۷۸۱۴ | 2003 FT86   | ۲۸ مارس ۲۰۰۳    |
| ۱۲۷۸۱۵ | 2003 FG87   | ۲۸ مارس ۲۰۰۳    |
| ۱۲۷۸۱۶ | 2003 FH88   | ۲۸ مارس ۲۰۰۳    |
| ۱۲۷۸۱۷ | 2003 FK88   | ۲۸ مارس ۲۰۰۳    |
| ۱۲۷۸۱۸ | 2003 FL88   | ۲۸ مارس ۲۰۰۳    |
| ۱۲۷۸۱۹ | 2003 FZ88   | ۲۹ مارس ۲۰۰۳    |
| ۱۲۷۸۲۰ | 2003 FV90   | ۲۹ مارس ۲۰۰۳    |
| ۱۲۷۸۲۱ | 2003 FE91   | ۲۹ مارس ۲۰۰۳    |
| ۱۲۷۸۲۲ | 2003 FV91   | ۲۹ مارس ۲۰۰۳    |
| ۱۲۷۸۲۳ | 2003 FD92   | ۲۹ مارس ۲۰۰۳    |
| ۱۲۷۸۲۴ | 2003 FK92   | ۲۹ مارس ۲۰۰۳    |
| ۱۲۷۸۲۵ | 2003 FR92   | ۲۹ مارس ۲۰۰۳    |
| ۱۲۷۸۲۶ | 2003 FY92   | ۲۹ مارس ۲۰۰۳    |
| ۱۲۷۸۲۷ | 2003 FB93   | ۲۹ مارس ۲۰۰۳    |
| ۱۲۷۸۲۸ | 2003 FH93   | ۲۹ مارس ۲۰۰۳    |
| ۱۲۷۸۲۹ | 2003 FH94   | ۲۹ مارس ۲۰۰۳    |
| ۱۲۷۸۳۰ | 2003 FP94   | ۲۹ مارس ۲۰۰۳    |
| ۱۲۷۸۳۱ | 2003 FQ94   | ۲۹ مارس ۲۰۰۳    |
| ۱۲۷۸۳۲ | 2003 FS101  | ۳۱ مارس ۲۰۰۳    |
| ۱۲۷۸۳۳ | 2003 FU103  | ۲۴ مارس ۲۰۰۳    |
| ۱۲۷۸۳۴ | 2003 FR104  | ۲۵ مارس ۲۰۰۳    |
| ۱۲۷۸۳۵ | 2003 FX104  | ۲۶ مارس ۲۰۰۳    |
| ۱۲۷۸۳۶ | 2003 FW106  | ۲۷ مارس ۲۰۰۳    |
| ۱۲۷۸۳۷ | 2003 FP107  | ۳۰ مارس ۲۰۰۳    |
| ۱۲۷۸۳۸ | 2003 FU107  | ۳۰ مارس ۲۰۰۳    |
| ۱۲۷۸۳۹ | 2003 FV107  | ۳۱ مارس ۲۰۰۳    |
| ۱۲۷۸۴۰ | 2003 FL108  | ۳۰ مارس ۲۰۰۳    |
| ۱۲۷۸۴۱ | 2003 FN108  | ۳۱ مارس ۲۰۰۳    |
| ۱۲۷۸۴۲ | 2003 FC109  | ۳۱ مارس ۲۰۰۳    |
| ۱۲۷۸۴۳ | 2003 FG109  | ۳۱ مارس ۲۰۰۳    |
| ۱۲۷۸۴۴ | 2003 FL109  | ۳۱ مارس ۲۰۰۳    |
| ۱۲۷۸۴۵ | 2003 FY109  | ۳۰ مارس ۲۰۰۳    |
| ۱۲۷۸۴۶ | 2003 FO111  | ۳۱ مارس ۲۰۰۳    |
| ۱۲۷۸۴۷ | 2003 FT111  | ۳۱ مارس ۲۰۰۳    |
| ۱۲۷۸۴۸ | 2003 FW111  | ۳۱ مارس ۲۰۰۳    |
| ۱۲۷۸۴۹ | 2003 FY111  | ۳۱ مارس ۲۰۰۳    |
| ۱۲۷۸۵۰ | 2003 FC112  | ۳۱ مارس ۲۰۰۳    |
| ۱۲۷۸۵۱ | 2003 FW112  | ۳۰ مارس ۲۰۰۳    |
| ۱۲۷۸۵۲ | 2003 FA113  | ۳۰ مارس ۲۰۰۳    |
| ۱۲۷۸۵۳ | 2003 FB113  | ۳۰ مارس ۲۰۰۳    |
| ۱۲۷۸۵۴ | 2003 FH113  | ۳۱ مارس ۲۰۰۳    |
| ۱۲۷۸۵۵ | 2003 FQ114  | ۳۱ مارس ۲۰۰۳    |
| ۱۲۷۸۵۶ | 2003 FR114  | ۳۱ مارس ۲۰۰۳    |
| ۱۲۷۸۵۷ | 2003 FZ114  | ۳۱ مارس ۲۰۰۳    |
| ۱۲۷۸۵۸ | 2003 FJ115  | ۳۱ مارس ۲۰۰۳    |
| ۱۲۷۸۵۹ | 2003 FP115  | ۳۱ مارس ۲۰۰۳    |
| ۱۲۷۸۶۰ | 2003 FS115  | ۳۱ مارس ۲۰۰۳    |
| ۱۲۷۸۶۱ | 2003 FE116  | ۲۲ مارس ۲۰۰۳    |
| ۱۲۷۸۶۲ | 2003 FT116  | ۲۳ مارس ۲۰۰۳    |
| ۱۲۷۸۶۳ | 2003 FE118  | ۲۵ مارس ۲۰۰۳    |
| ۱۲۷۸۶۴ | 2003 FM118  | ۲۶ مارس ۲۰۰۳    |
| ۱۲۷۸۶۵ | 2003 FK119  | ۲۶ مارس ۲۰۰۳    |
| ۱۲۷۸۶۶ | 2003 FR119  | ۲۶ مارس ۲۰۰۳    |
| ۱۲۷۸۶۷ | 2003 FS119  | ۲۶ مارس ۲۰۰۳    |
| ۱۲۷۸۶۸ | 2003 FT119  | ۲۶ مارس ۲۰۰۳    |
| ۱۲۷۸۶۹ | 2003 FW121  | ۲۵ مارس ۲۰۰۳    |
| ۱۲۷۸۷۰ | Vigo        | ۲۴ مارس ۲۰۰۳    |
| ۱۲۷۸۷۱ | 2003 FC128  | ۳۱ مارس ۲۰۰۳    |
| ۱۲۷۸۷۱ | 2003 GV     | ۴ آوریل ۲۰۰۳    |
| ۱۲۷۸۷۳ | 2003 GN1    | ۱ آوریل ۲۰۰۳    |
| ۱۲۷۸۷۴ | 2003 GP1    | ۱ آوریل ۲۰۰۳    |
| ۱۲۷۸۷۵ | 2003 GT1    | ۱ آوریل ۲۰۰۳    |
| ۱۲۷۸۷۶ | 2003 GN2    | ۱ آوریل ۲۰۰۳    |
| ۱۲۷۸۷۷ | 2003 GP3    | ۱ آوریل ۲۰۰۳    |
| ۱۲۷۸۷۸ | 2003 GH4    | ۱ آوریل ۲۰۰۳    |
| ۱۲۷۸۷۹ | 2003 GL4    | ۱ آوریل ۲۰۰۳    |
| ۱۲۷۸۸۰ | 2003 GS4    | ۱ آوریل ۲۰۰۳    |
| ۱۲۷۸۸۱ | 2003 GG5    | ۱ آوریل ۲۰۰۳    |
| ۱۲۷۸۸۲ | 2003 GX5    | ۱ آوریل ۲۰۰۳    |
| ۱۲۷۸۸۳ | 2003 GB6    | ۱ آوریل ۲۰۰۳    |
| ۱۲۷۸۸۴ | 2003 GK6    | ۲ آوریل ۲۰۰۳    |
| ۱۲۷۸۸۵ | 2003 GL6    | ۲ آوریل ۲۰۰۳    |
| ۱۲۷۸۸۶ | 2003 GO6    | ۲ آوریل ۲۰۰۳    |
| ۱۲۷۸۸۷ | 2003 GT6    | ۲ آوریل ۲۰۰۳    |
| ۱۲۷۸۸۸ | 2003 GO7    | ۱ آوریل ۲۰۰۳    |
| ۱۲۷۸۸۹ | 2003 GT8    | ۱ آوریل ۲۰۰۳    |
| ۱۲۷۸۹۰ | 2003 GE9    | ۲ آوریل ۲۰۰۳    |
| ۱۲۷۸۹۱ | 2003 GG9    | ۲ آوریل ۲۰۰۳    |
| ۱۲۷۸۹۲ | 2003 GO9    | ۲ آوریل ۲۰۰۳    |
| ۱۲۷۸۹۳ | 2003 GU9    | ۲ آوریل ۲۰۰۳    |
| ۱۲۷۸۹۴ | 2003 GD12   | ۱ آوریل ۲۰۰۳    |
| ۱۲۷۸۹۵ | 2003 GA13   | ۱ آوریل ۲۰۰۳    |
| ۱۲۷۸۹۶ | 2003 GY14   | ۳ آوریل ۲۰۰۳    |
| ۱۲۷۸۹۷ | 2003 GJ15   | ۴ آوریل ۲۰۰۳    |
| ۱۲۷۸۹۸ | 2003 GA16   | ۲ آوریل ۲۰۰۳    |
| ۱۲۷۸۹۹ | 2003 GG16   | ۲ آوریل ۲۰۰۳    |
| ۱۲۷۹۰۰ | 2003 GO16   | ۳ آوریل ۲۰۰۳    |
| ۱۲۷۹۰۱ | 2003 GD22   | ۶ آوریل ۲۰۰۳    |
| ۱۲۷۹۰۲ | 2003 GG22   | ۶ آوریل ۲۰۰۳    |
| ۱۲۷۹۰۳ | 2003 GT22   | ۳ آوریل ۲۰۰۳    |
| ۱۲۷۹۰۴ | 2003 GB23   | ۳ آوریل ۲۰۰۳    |
| ۱۲۷۹۰۵ | 2003 GE23   | ۴ آوریل ۲۰۰۳    |
| ۱۲۷۹۰۶ | 2003 GV23   | ۶ آوریل ۲۰۰۳    |
| ۱۲۷۹۰۷ | 2003 GW23   | ۶ آوریل ۲۰۰۳    |
| ۱۲۷۹۰۸ | 2003 GM26   | ۴ آوریل ۲۰۰۳    |
| ۱۲۷۹۰۹ | 2003 GU26   | ۴ آوریل ۲۰۰۳    |
| ۱۲۷۹۱۰ | 2003 GV26   | ۴ آوریل ۲۰۰۳    |
| ۱۲۷۹۱۱ | 2003 GG27   | ۶ آوریل ۲۰۰۳    |
| ۱۲۷۹۱۲ | 2003 GY28   | ۴ آوریل ۲۰۰۳    |
| ۱۲۷۹۱۳ | 2003 GD29   | ۵ آوریل ۲۰۰۳    |
| ۱۲۷۹۱۴ | 2003 GK29   | ۷ آوریل ۲۰۰۳    |
| ۱۲۷۹۱۵ | 2003 GB35   | ۸ آوریل ۲۰۰۳    |
| ۱۲۷۹۱۶ | 2003 GC38   | ۸ آوریل ۲۰۰۳    |
| ۱۲۷۹۱۷ | 2003 GW38   | ۸ آوریل ۲۰۰۳    |
| ۱۲۷۹۱۸ | 2003 GB40   | ۸ آوریل ۲۰۰۳    |
| ۱۲۷۹۱۹ | 2003 GR43   | ۹ آوریل ۲۰۰۳    |
| ۱۲۷۹۲۰ | 2003 GH44   | ۹ آوریل ۲۰۰۳    |
| ۱۲۷۹۲۱ | 2003 GL44   | ۹ آوریل ۲۰۰۳    |
| ۱۲۷۹۲۲ | 2003 GM44   | ۹ آوریل ۲۰۰۳    |
| ۱۲۷۹۲۳ | 2003 GP46   | ۸ آوریل ۲۰۰۳    |
| ۱۲۷۹۲۴ | 2003 GO47   | ۷ آوریل ۲۰۰۳    |
| ۱۲۷۹۲۵ | 2003 GQ47   | ۷ آوریل ۲۰۰۳    |
| ۱۲۷۹۲۶ | 2003 GO48   | ۹ آوریل ۲۰۰۳    |
| ۱۲۷۹۲۷ | 2003 GU49   | ۱۰ آوریل ۲۰۰۳   |
| ۱۲۷۹۲۸ | 2003 GW49   | ۱۰ آوریل ۲۰۰۳   |
| ۱۲۷۹۲۹ | 2003 GL53   | ۹ آوریل ۲۰۰۳    |
| ۱۲۷۹۳۰ | 2003 GX53   | ۵ آوریل ۲۰۰۳    |
| ۱۲۷۹۳۱ | 2003 GA55   | ۴ آوریل ۲۰۰۳    |
| ۱۲۷۹۳۲ | 2003 HB1    | ۲۱ آوریل ۲۰۰۳   |
| ۱۲۷۹۳۳ | 2003 HF1    | ۲۱ آوریل ۲۰۰۳   |
| ۱۲۷۹۳۴ | 2003 HK1    | ۲۲ آوریل ۲۰۰۳   |
| ۱۲۷۹۳۵ | 2003 HM1    | ۲۱ آوریل ۲۰۰۳   |
| ۱۲۷۹۳۶ | 2003 HU1    | ۲۳ آوریل ۲۰۰۳   |
| ۱۲۷۹۳۷ | 2003 HZ1    | ۲۳ آوریل ۲۰۰۳   |
| ۱۲۷۹۳۸ | 2003 HN2    | ۲۵ آوریل ۲۰۰۳   |
| ۱۲۷۹۳۹ | 2003 HX2    | ۲۴ آوریل ۲۰۰۳   |
| ۱۲۷۹۴۰ | 2003 HE3    | ۲۴ آوریل ۲۰۰۳   |
| ۱۲۷۹۴۱ | 2003 HK3    | ۲۴ آوریل ۲۰۰۳   |
| ۱۲۷۹۴۲ | 2003 HR3    | ۲۴ آوریل ۲۰۰۳   |
| ۱۲۷۹۴۳ | 2003 HW3    | ۲۴ آوریل ۲۰۰۳   |
| ۱۲۷۹۴۴ | 2003 HN4    | ۲۴ آوریل ۲۰۰۳   |
| ۱۲۷۹۴۵ | 2003 HW6    | ۲۴ آوریل ۲۰۰۳   |
| ۱۲۷۹۴۶ | 2003 HD8    | ۲۴ آوریل ۲۰۰۳   |
| ۱۲۷۹۴۷ | 2003 HE8    | ۲۴ آوریل ۲۰۰۳   |
| ۱۲۷۹۴۸ | 2003 HU9    | ۲۵ آوریل ۲۰۰۳   |
| ۱۲۷۹۴۹ | 2003 HA10   | ۲۵ آوریل ۲۰۰۳   |
| ۱۲۷۹۵۰ | 2003 HK10   | ۲۵ آوریل ۲۰۰۳   |
| ۱۲۷۹۵۱ | 2003 HQ10   | ۲۵ آوریل ۲۰۰۳   |
| ۱۲۷۹۵۲ | 2003 HD11   | ۲۶ آوریل ۲۰۰۳   |
| ۱۲۷۹۵۳ | 2003 HA13   | ۲۴ آوریل ۲۰۰۳   |
| ۱۲۷۹۵۴ | 2003 HB13   | ۲۴ آوریل ۲۰۰۳   |
| ۱۲۷۹۵۵ | 2003 HY13   | ۲۵ آوریل ۲۰۰۳   |
| ۱۲۷۹۵۶ | 2003 HR14   | ۲۶ آوریل ۲۰۰۳   |
| ۱۲۷۹۵۷ | 2003 HF15   | ۲۶ آوریل ۲۰۰۳   |
| ۱۲۷۹۵۸ | 2003 HD16   | ۲۵ آوریل ۲۰۰۳   |
| ۱۲۷۹۵۹ | 2003 HD20   | ۲۶ آوریل ۲۰۰۳   |
| ۱۲۷۹۶۰ | 2003 HP20   | ۲۴ آوریل ۲۰۰۳   |
| ۱۲۷۹۶۱ | 2003 HA21   | ۲۴ آوریل ۲۰۰۳   |
| ۱۲۷۹۶۲ | 2003 HG21   | ۲۵ آوریل ۲۰۰۳   |
| ۱۲۷۹۶۳ | 2003 HO21   | ۲۶ آوریل ۲۰۰۳   |
| ۱۲۷۹۶۴ | 2003 HQ21   | ۲۶ آوریل ۲۰۰۳   |
| ۱۲۷۹۶۵ | 2003 HG22   | ۲۴ آوریل ۲۰۰۳   |
| ۱۲۷۹۶۶ | 2003 HU26   | ۲۷ آوریل ۲۰۰۳   |
| ۱۲۷۹۶۷ | 2003 HJ27   | ۲۸ آوریل ۲۰۰۳   |
| ۱۲۷۹۶۸ | 2003 HD28   | ۲۶ آوریل ۲۰۰۳   |
| ۱۲۷۹۶۹ | 2003 HO31   | ۲۶ آوریل ۲۰۰۳   |
| ۱۲۷۹۷۰ | 2003 HJ36   | ۲۸ آوریل ۲۰۰۳   |
| ۱۲۷۹۷۱ | 2003 HP36   | ۲۹ آوریل ۲۰۰۳   |
| ۱۲۷۹۷۲ | 2003 HP37   | ۲۸ آوریل ۲۰۰۳   |
| ۱۲۷۹۷۳ | 2003 HO38   | ۲۹ آوریل ۲۰۰۳   |
| ۱۲۷۹۷۴ | 2003 HL39   | ۲۹ آوریل ۲۰۰۳   |
| ۱۲۷۹۷۵ | 2003 HM39   | ۲۹ آوریل ۲۰۰۳   |
| ۱۲۷۹۷۶ | 2003 HY39   | ۲۹ آوریل ۲۰۰۳   |
| ۱۲۷۹۷۷ | 2003 HF40   | ۲۹ آوریل ۲۰۰۳   |
| ۱۲۷۹۷۸ | 2003 HL40   | ۲۹ آوریل ۲۰۰۳   |
| ۱۲۷۹۷۹ | 2003 HM40   | ۲۹ آوریل ۲۰۰۳   |
| ۱۲۷۹۸۰ | 2003 HC41   | ۲۹ آوریل ۲۰۰۳   |
| ۱۲۷۹۸۱ | 2003 HS41   | ۲۹ آوریل ۲۰۰۳   |
| ۱۲۷۹۸۲ | 2003 HY41   | ۲۹ آوریل ۲۰۰۳   |
| ۱۲۷۹۸۳ | 2003 HW42   | ۲۹ آوریل ۲۰۰۳   |
| ۱۲۷۹۸۴ | 2003 HA43   | ۲۸ آوریل ۲۰۰۳   |
| ۱۲۷۹۸۵ | 2003 HM43   | ۲۹ آوریل ۲۰۰۳   |
| ۱۲۷۹۸۶ | 2003 HN43   | ۲۹ آوریل ۲۰۰۳   |
| ۱۲۷۹۸۷ | 2003 HE45   | ۲۹ آوریل ۲۰۰۳   |
| ۱۲۷۹۸۸ | 2003 HJ46   | ۲۸ آوریل ۲۰۰۳   |
| ۱۲۷۹۸۹ | 2003 HL46   | ۲۸ آوریل ۲۰۰۳   |
| ۱۲۷۹۹۰ | 2003 HG48   | ۳۰ آوریل ۲۰۰۳   |
| ۱۲۷۹۹۱ | 2003 HR48   | ۳۰ آوریل ۲۰۰۳   |
| ۱۲۷۹۹۲ | 2003 HT48   | ۳۰ آوریل ۲۰۰۳   |
| ۱۲۷۹۹۳ | 2003 HU48   | ۳۰ آوریل ۲۰۰۳   |
| ۱۲۷۹۹۴ | 2003 HE49   | ۳۰ آوریل ۲۰۰۳   |
| ۱۲۷۹۹۵ | 2003 HS49   | ۲۹ آوریل ۲۰۰۳   |
| ۱۲۷۹۹۶ | 2003 HJ50   | ۳۰ آوریل ۲۰۰۳   |
| ۱۲۷۹۹۷ | 2003 HQ50   | ۲۸ آوریل ۲۰۰۳   |
| ۱۲۷۹۹۸ | 2003 HA51   | ۲۸ آوریل ۲۰۰۳   |
| ۱۲۷۹۹۹ | 2003 HF51   | ۲۹ آوریل ۲۰۰۳   |
| ۱۲۸۰۰۰ | 2003 HQ51   | ۳۰ آوریل ۲۰۰۳   |